# Schwerter zu Pflugscharen

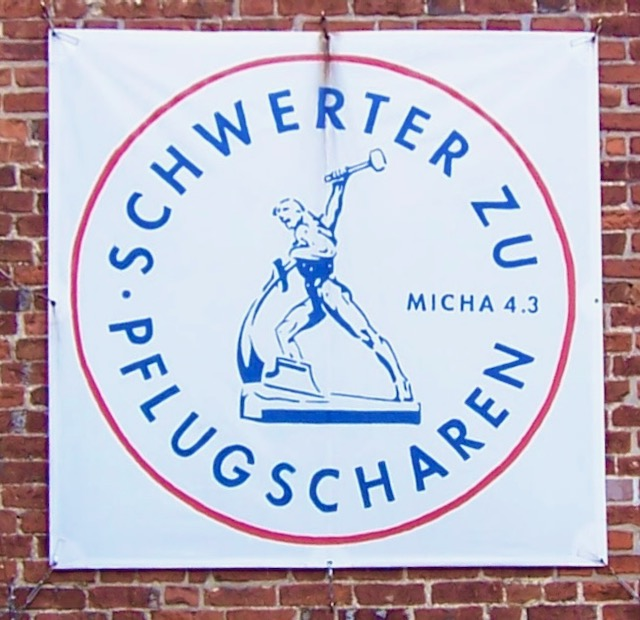
Grafik von Herbert Sander, 1980

„Schwerter zu Pflugscharen“ ist ein Teilzitat aus der Bibel, das zum geflügelten Wort wurde. Es drückt das Ziel des Völkerfriedens durch weltweite Abrüstung und Rüstungskonversion aus. Ab 1980 wurde das Zitat zum Symbol staatsunabhängiger Abrüstungsinitiativen in der DDR, das auch Teile der westdeutschen Friedensbewegung übernahmen. Seit 1994 nutzen die ökumenischen Friedensdekaden der Aktionsgemeinschaft Dienst für den Frieden (AGDF) das Symbol des früheren DDR-Aufnähers als ihr Markenzeichen.

## Bibel

### Micha

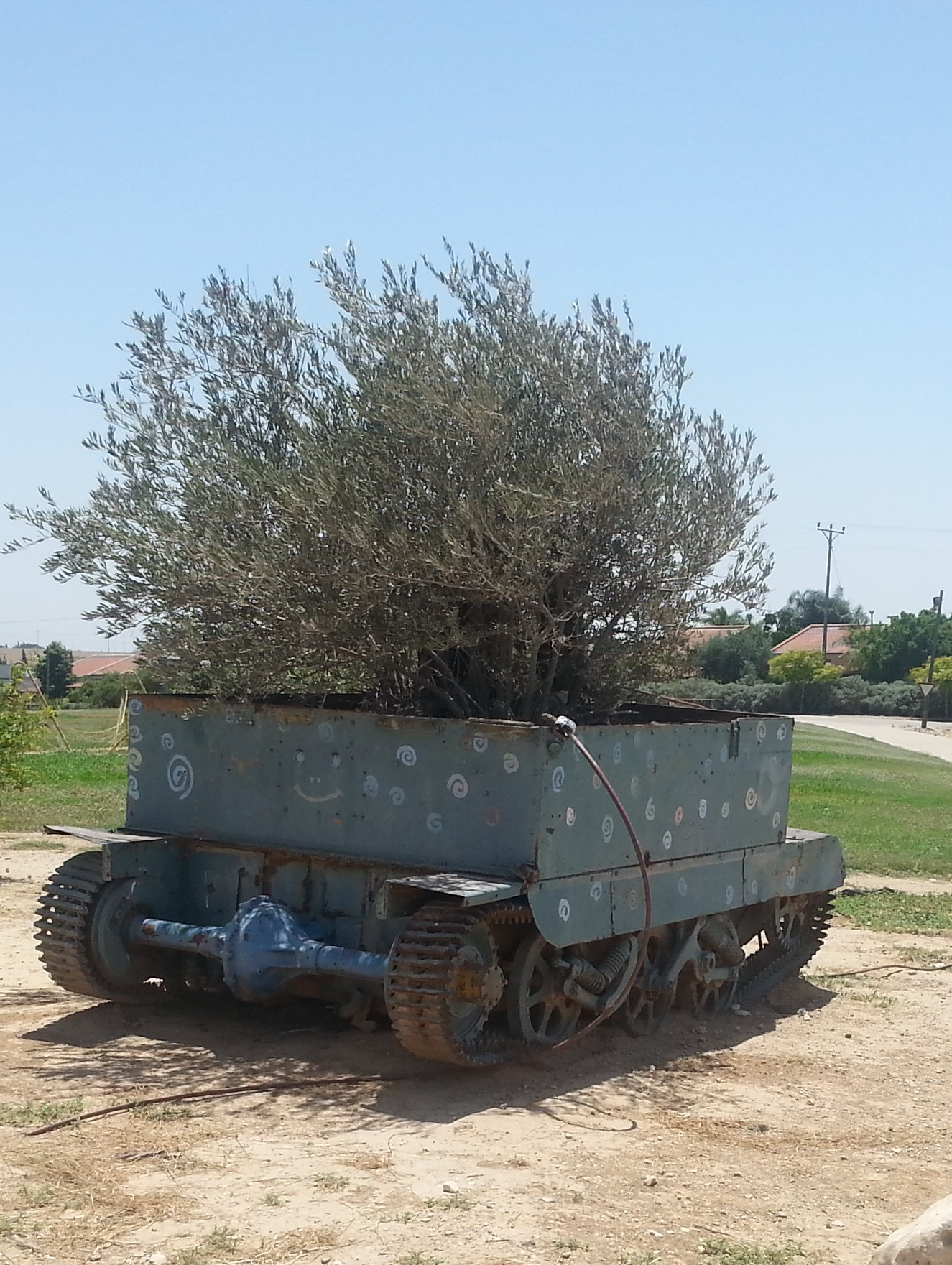
Kibbuz Kfar Aza in Israel: Panzerfahrzeug aus dem Zweiten Weltkrieg als Pflanztrog für einen Olivenbaum

Beim Propheten Micha heißt es in Mi 4,1–4 :

„Am Ende der Tage wird es geschehen: Der Berg des Hauses des HERRN steht fest gegründet als höchster der Berge; er überragt alle Hügel. Zu ihm strömen Völker. Viele Nationen gehen und sagen: Auf, wir ziehen hinauf zum Berg des HERRN und zum Haus des Gottes Jakobs. Er unterweise uns in seinen Wegen, auf seinen Pfaden wollen wir gehen. Denn von Zion zieht Weisung aus und das Wort des HERRN von Jerusalem. Er wird Recht schaffen zwischen vielen Völkern und mächtige Nationen zurechtweisen bis in die Ferne. Dann werden sie ihre Schwerter zu Pflugscharen umschmieden und ihre Lanzen zu Winzermessern. Sie erheben nicht mehr das Schwert, Nation gegen Nation, und sie erlernen nicht mehr den Krieg. Und ein jeder sitzt unter seinem Weinstock und unter seinem Feigenbaum und niemand schreckt ihn auf. Ja, der Mund des HERRN der Heerscharen hat gesprochen.“

In scharfem Kontrast dazu kündigt Mi 3,1–12  zuvor an:

„So spricht der HERR gegen die Propheten: Sie verführen mein Volk. Haben sie etwas zu beißen, dann rufen sie: Friede! Wer ihnen aber nichts in den Mund steckt, dem sagen sie den Krieg an. Darum wird es Nacht für euch, ohne Schauung […]
 Hört doch dies, ihr Häupter des Hauses Jakob und ihr Anführer des Hauses Israel, die ihr das Recht verabscheut und alles krumm macht, was gerade ist! Ihr erbaut Zion mit Blut und Jerusalem mit Unrecht. Seine Häupter sprechen Recht gegen Bestechung, ihre Priester lehren gegen Bezahlung. Ihre Propheten wahrsagen für Geld und sie berufen sich auf den HERRN und sagen: Ist nicht der HERR in unserer Mitte? Kein Unheil kann über uns kommen. Darum wird um euretwegen Zion zum Acker, den man umpflügt, Jerusalem wird zu einem Trümmerhaufen, der Tempelberg zu überwucherten Höhen.“

Diese Gerichtsrede kennzeichnet die Zerstörung des Jerusalemer Tempels also als unausweichliche Folge der Ausbeutung der Armen durch korrupte, vom Opferkult abhängige Heilspropheten und Priester. Damit entzog es allen damaligen Autoritäten und dem ganzen Jerusalemer Tempelkult jede Rechtfertigung. Nach Jer 26,17-19  erinnerten die Ältesten des Landes die Gegner des Propheten Jeremia, die Tempelpriester, noch 150 Jahre später an diese Gerichtsrede und retteten so Jeremias Leben. 586 v. Chr. trat die angekündigte Tempelzerstörung ein.
Die Verheißung des Völkerfriedens setzt demnach das unwiderrufliche Ende des bisherigen Tempelkults und des israelitischen Königtums voraus. Michas Kritik an der falschen Heilsgewissheit gilt nach Mi 1,2  auch allen übrigen Völkern, die am Beispiel der Geschichte Israels Gottes Rechtswillen erkennen und für sich gelten lassen sollen: Weder politische Diplomatie noch militärische Rüstung könnten Frieden gewährleisten. Ebendiese Anpassung an die Politik der Großmächte in Israels Umgebung sei tödlicher Ungehorsam gegen Gottes Rechtswillen gewesen. So widerspricht Vers 4 dem Fazit zur Epoche Salomos, des Tempelbauers, in 1 Kön 5,5 , und dem Angebot eines Fremdherrschers, den Israeliten ein Auskommen im Falle ihrer Unterwerfung zu gewähren, in 2 Kön 18,31 .
Stattdessen werde JHWH, der „Gott Jakobs“, eines Tages selbst seinen Platz einnehmen und sichtbar über die ganze Welt herrschen. Die Erhöhung des Tempelberges Zion zum Weltmittelpunkt ist das Gegenbild zur Selbsterhöhung der Völker beim Turmbau zu Babel (Gen 11), die dort Sprachverwirrung, Zerstreuung und Fremdheit verursachte. Alle Völker würden diesen Gott ohne weltliche Zwischeninstanzen anerkennen und sich gegenseitig einladen, sein Gebot (Weisung, Schiedsspruch) in ihren Konflikten einzuholen. Darauf würden sie weltweit alle Waffen ab- und umrüsten, Berufsheere und Kriegsdienste abschaffen und so allen Menschen ein Auskommen und furchtloses Zusammenleben ermöglichen. Die Verheißung fordert also keine bestimmte Politik, verspricht aber konkrete Befreiung von Hunger, Heimatlosigkeit und Angst durch freiwilligen und rückhaltlosen Verzicht auf Waffen und Militär, dauerhaftes Verlernen von Kriegshandlungen, radikale Neuorientierung auf das zum Miteinanderleben Notwendige.
Dem folgt ein feierliches liturgisches Glaubensbekenntnis der Gemeinde in Israel (Mi 4,5 ):

„Auch wenn alle Völker ihren Weg gehen, ein jedes im Namen seines Gottes, so gehen wir schon jetzt im Namen des HERRN, unseres Gottes, für immer und ewig.“

Damit verpflichteten sich die Empfänger der Friedensverheißung, JHWHs Abrüstungsgebot schon jetzt zu folgen, auch solange die übrigen Völker es noch nicht beachten.
Mi 5,9–13  kommt auf die vorhergehende Gesellschaftskritik zurück und entfaltet sie: Sowohl militärische Machtmittel (Vers 9f.) als auch religiöse Verklärung derselben (Vers 11ff.) könnten Israel nicht retten, Gottes Gericht schlage sie seinem Volk aus der Hand. Am Schicksal ihrer religiösen und politischen Autoritäten machte diese Prophetie den Juden Gottes Abrüstungswillen pars pro toto (stellvertretend für das Ganze) deutlich. Hoffnung auf weltweiten und dauernden Frieden gründete für sie darin, dass Israel das Gericht über sich als selbstverschuldet annimmt und umkehrt. Realistische Friedenshoffnung gab es für sie daher nur dort, wo Menschen sich den selbstverursachten Katastrophen ihrer Geschichte stellen und sie als Gericht Gottes über menschliche Eigenmacht annehmen.
Michas Friedensverheißung stand im 8. Jahrhundert v. Chr. keineswegs allein da. Auch von seinem Zeitgenossen Hosea, der im Nordreich Israel auftrat, sind ähnliche Verheißungen überliefert, ebenfalls mit Gerichtsankündigung und Umkehrruf verbunden. Hos 1,7 : „Mit dem Haus Juda jedoch will ich Erbarmen haben und ihnen Hilfe bringen; ich helfe ihnen als der Herr, ihr Gott, aber nicht mit Bogen, Schwert und Krieg, nicht mit Rossen und Reitern.“ Hos 2,20 : „Ich zerbreche Bogen und Schwert, es gibt keinen Krieg mehr im Land, ich lasse sie Ruhe und Sicherheit finden.“
Im Buch der Psalmen findet sich schon seit der Regierungszeit Davids öfter die geprägte Wendung „JHWH, der ein Ende macht den Kriegen bis ans Ende der Erde, der Bogen zerbricht und Speere zerschlägt, Schilde mit Feuer verbrennt“ (etwa in Ps 46,9-11 ). Diese scheint paradoxerweise aus der vorstaatlichen Tradition des JHWH-Krieges entstanden zu sein: Dort wurde JHWH als „Kriegsheld“ dargestellt, der den Stämmebund der Israeliten verteidige und die Feinde und ihre Militärmacht vernichte. Dies richtete sich seit dem Königtum Israels und der Ablösung eines Heerbanns durch ein Söldnerheer immer stärker nicht nur gegen fremde Militärmacht, sondern auch gegen die Übernahme dieser Form der Selbstverteidigung in Israel und Juda selbst.

### Jesaja
In Jes 2,2–4  taucht Michas Verheißung der „Völkerwallfahrt zum Zion“, die zur weltweiten Umrüstung der Waffen führen werde, fast wortgleich auf. Daher datieren manche Alttestamentler ihre Entstehung in die Zeit Jesajas nach dem Untergang des Nordreichs Israel (722 v. Chr.), andere erst in die Zeit nach der Rückkehr aus dem Babylonischen Exil (597–539 v. Chr.), bevor der Tempel wiederaufgebaut wurde. In jedem Fall wurde diese Abrüstungsverheißung wohl erst nach der Tempelzerstörung 586 v. Chr., mit der auch das Königtum und die Eigenstaatlichkeit des antiken Staates Israel endeten, in den Zusammenhang des Michabuches eingefügt.

### Joel
Der nachexilische Prophet Joel griff Michas Verheißung um 440 v. Chr. wie folgt auf (Joel 4,1.9–12 ):

„Denn siehe, in jenen Tagen zu der Zeit, da ich das Schicksal Judas und Jerusalems wenden werde, will ich alle Heiden zusammenbringen und sie ins Tal Josaphat hinabführen und dort mit ihnen Gericht halten wegen meines Volks … Ruft dies aus unter den Heiden: Bereitet euch zum Heiligen Krieg! Bietet die Starken auf! Lasst alle Kriegsleute herzukommen und hinaufziehen! Macht aus euren Pflugscharen Schwerter und aus euren Sicheln Spieße! Der Schwächling spreche: Ein Held bin ich!“

Hier wird das Hoffnungsmotiv der weltweiten Ab- und Umrüstung, die der Völkerwallfahrt zum Tempelberg folgen werde (Mi 4,3; Jes 2,4), bewusst zum Aufmarsch der hochgerüsteten Fremdvölker gegen den Gott Israels umgekehrt. „Wegen meines Volkes“, nämlich der wiederholten Exilierung und Zerstreuung der Israeliten, sollten sie sich zur letzten Entscheidungsschlacht mit diesem Gott rüsten. Dabei wird der Aufruf zum heiligen Krieg, mit dem Jer 6,4  Gottes Gericht über Israel und den Zion ankündete, nun zum Gericht über Israels Feinde gewendet.
Damit wird die Heilsverheißung von Mi 4,1–5 jedoch nicht zurückgenommen. Denn Joel betont, dass alle Kriegsrüstung, sogar wenn sie alle Ackergeräte umschmiedet und kriegsuntüchtige Schwächlinge aufbietet, vor Gottes Gericht vergehen wird. Damit wird die totale Aufrüstung der Fremdvölker, die sich dem Gott Israels überlegen dünken, verhöhnt und das Nichtbefolgen von Michas Verheißung als vergebliche Flucht vor Gottes Weisung gekennzeichnet.
Der Gerichtsankündigung geht Joel 3,1–5  voraus: Danach werde Gott seinen Geist über alle Sterblichen ausgießen, so dass die, die am „Tag JHWHs“ (dem Endgericht) seinen Namen anrufen, gerettet würden. Ulrich Dahmen kommentierte: „Wer von den Völkern sich jetzt immer noch zum Umschmieden der Werkzeuge in Kriegsgerät und zum Waffengang gegen Jerusalem – und damit gegen JHWH – verleiten lässt (VV. 9f), der – und nur der! – verfällt dem kommenden Gericht (vgl. Jes 66,23f). Die Völker, die friedlich und auf der Suche nach der Weisung JHWHs nach Jerusalem und zum Zion ziehen, haben nichts zu befürchten.“

### Sacharja
Der nachexilische Prophet Sacharja (um 520 v. Chr.) bewahrte und aktualisierte Verheißung und Gebot des Völkerfriedens in veränderter zeitgeschichtlicher Situation. Er setzte den Wiederaufbau des Jerusalemer Tempels voraus und erhoffte wie sein Zeitgenosse Haggai, dies werde eine Erneuerung der ganzen Weltordnung nach sich ziehen. Er kündigte ein neues, allein von Gott heraufgeführtes Jerusalem an, verbunden mit paradiesischer Fruchtbarkeit, der Heimkehr der ehemals exilierten Juden aus der Diaspora, einem Gericht über die Fremdherrscher, das sie zu JHWH bekehrt, und der Ausgießung des Geistes JHWHs. Im Zentrum des zweigeteilten Buchs steht die Verheißung eines gewaltfreien Messias, der JHWHs Abrüstungsgebot zuerst in Israel, dann weltweit durchsetzen und den Krieg überhaupt abschaffen werde (Sach 9,9f. ):

„Juble laut, Tochter Zion! Jauchze, Tochter Jerusalem! Sieh, dein König kommt zu dir. Er ist gerecht und hilft; er ist demütig und reitet auf einem Esel, auf einem Fohlen, dem Jungen einer Eselin. Ich vernichte die Streitwagen aus Efraim und die Rosse aus Jerusalem, vernichtet wird der Kriegsbogen. Er verkündet für die Völker den Frieden; seine Herrschaft reicht von Meer zu Meer und vom Eufrat bis an die Enden der Erde.“

Damit stellte sich dieser Prophet einerseits ganz in die Zion-Tradition seiner Vorgänger und setzte sich andererseits von der ehemaligen, mit dem davidischen Königtum untergegangenen imperialen Messiaserwartung ab. Implizit kritisierte er damit auch die Weltherrschaftsansprüche der Großreiche seiner Zeit.
Diese nachexilische Bewahrung und Aktualisierung der Verheißung Michas und Jesajas zeigt die Kontinuität der Hoffnung auf Völkerfrieden im Judentum. Diese war laut einigen Alttestamentlern schon in der ursprünglichen Verheißung an Stammvater Abraham angelegt, zum Segen der Völker zu werden (Gen 12,1–3 ): „There is no indication that the Jews ever lost this hope [Mi 4,1–5], given as a promise to Abraham, of bringing blessing to the whole world when the nations realize that Yahweh is God.“

### Jesus von Nazaret
Die Geburtslegenden im Evangelium nach Matthäus und im Evangelium nach Lukas stellen Jesus von Nazaret als Bringer des von Israels biblischen Propheten verheißenen Völkerfriedens dar. Mt 2,5f  bezieht sich auf Mi 5,1-3 , wonach der künftige Retter in Bethlehem geboren und den zuvor angekündigten Völkerfrieden personhaft verkörpern werde. In Lk 2,14  bejubelt das Engelsheer stellvertretend für die Menschheit Jesu Geburt mit den Worten:

„Ehre sei Gott in der Höhe und Friede auf Erden den Menschen seines Wohlgefallens.“

Lukas griff hier Wendungen auf, die damals im Römischen Reich auf Kaiser Augustus gemünzt waren: Dieser wurde ebenfalls als Retter und Friedensbringer im Sinne eines Garanten von Rechtssicherheit und Ordnung bejubelt. Dass die Engel hier einen machtlosen, den Römern unterworfenen und später von ihnen gekreuzigten Juden mit diesen Worten preisen, grenzt sich deutlich gegen die Pax Romana ab. Später widerspricht Jesus dieser Art Frieden laut Lk 12,51  direkt:

„Meint ihr, ich sei gekommen, um Frieden auf die Erde zu bringen? Nein, sage ich euch, nicht Frieden, sondern Spaltung…“

Gemeint sind die unvermeidlichen Konflikte mit den Angehörigen derer, die sich für oder gegen die Nachfolge Jesu entscheiden sollen.
Nach allen vier kanonischen Evangelien empfing eine Menge der jüdischen Pessach-Besucher Jesus bei seinem Einzug in Jerusalem mit einem Jubelruf, der eine Messiaserwartung ausdrückte:
Mk 11,1–10 : „Gelobt sei das Reich unseres Vaters David, das da kommt!“
Mt 21,9 : „Hosianna dem Sohn Davids!“
Lk 19,38 : „Gelobt sei, der da kommt, der König, in dem Namen des Herrn!“
Joh 12,13 : „Gelobt sei, der da kommt im Namen des Herrn, der König von Israel!“
Die jüdischen Festpilger hofften demnach, Jesus werde das Reich Davids wiederherstellen, die römischen Gewaltherrscher vertreiben und so den Armen und Unterdrückten zu ihrem Recht verhelfen.
Die Befreiung der Armen hatte Jesus nach den Seligpreisungen der Bergpredigt (Mt 5-7) oder Feldrede (Lk 6) und der Antrittspredigt in Kafarnaum (Lk 4) selbst versprochen. Sein Auftreten, seine Heilungen und seine Tora-Auslegung zugunsten der Armen hatten messianische Erwartungen geweckt. Nach dem Text beantwortete er die Jubelrufe, indem er seine Jünger ein Eseljunges holen ließ, sich darauf setzte und so in die Stadt einritt. Diese prophetische Zeichenhandlung erinnerte das Publikum an die Verheißung Sacharjas und beanspruchte, sie zu erfüllen. Damit erhob Jesus einen sichtbaren Messiasanspruch, widersprach aber zugleich den nationalreligiösen Erwartungen der Bevölkerung.
Dieses gewaltlose Messiasbild entspricht Jesu Gebot der Feindesliebe (Mt 5,38-48 ) und der waffen- und wehrlosen Weise, in der er das Reich Gottes verkündete und handelnd vorwegnahm. Seinen Jüngern gegenüber erklärte er nach Mk 10,45 , seine Mission sei zu dienen, nicht zu herrschen; seine Anhänger sollten ebenso auf Machtstreben verzichten und sich so von den Gewaltherrschern dieser Welt unterscheiden. Im Prozess vor dem Sanhedrin antwortete er laut Mk 14,62  auf die Frage des Hohenpriesters „Bist du der Messias?“: „Ich bin es, und ihr werdet sehen den Menschensohn kommen mit den Wolken des Himmels und sitzend zur Rechten Gottes.“ Damit erinnerte Jesus seine irdischen Richter an die Vision in Dan 7,2-14  vom Endgericht und Reich des Menschensohns, der ihre Macht befriste und ablösen werde. Demnach vertrat Jesus die apokalyptische Hoffnung auf die endgültige Entmachtung und Abschaffung aller Gewaltsysteme und kritisierte die partikulare und innerzeitliche Messiaserwartung eines jüdischen Großreichs nach dem Muster anderer Großreiche. Das provozierte nach dem Text das einstimmige Todesurteil des Sanhedrin gegen ihn.

### Moderne Auslegungen
Hans Walter Wolff betonte 1978 die Verbindlichkeit der Verheißung Michas auch für alle Nichtjuden, besonders für Christen:

„Der Gott Israels, der Herr der Kirche will nicht abseits von seinen geringsten Brüdern gefunden werden. […] Der Prophet reißt die Augen dafür auf, daß kein heiliger Ort Garant der Gegenwart Gottes und darum der Zukunft ist. […] Die Kirche denkt genau so weit für die Zukunft der Völkerwelt, als sie ihrerseits der Stimme vom Zion entsprechend nicht nur redet, sondern lebt. Eben wenn unsere Völker immer noch den Krieg einüben, sollte die Gemeinde um so klarer den Weg des Friedens einschlagen. […] So wird die Gemeinde Israel zum Ort des Friedens, an dem alle Verteidigungs- und Angriffsmittel zerschlagen sind, ebenso die okkulten religiösen Selbstsicherungspraktiken. So wird Zion gerade durch seine Entmachtung zugerüstet, dem Friedenswerk und Friedenswort seines Gottes allein zu trauen.“

Jürgen Ebach betonte 1980 den Realismus der Verheißung:

„Die ersehnte Friedenszeit hat mit einem Schlaraffenland nichts zu tun. Es wird – wie nach der Schilderung der Paradieserzählung bereits im Garten Eden (vergl. 1. Mose 2,15) – auch in einer glücklichen Zukunft Arbeit geben. Die Arbeit mit dem Pflug und dem Winzermesser ist zudem schwere Arbeit, wie sie zum Alltag des Verfassers und seiner Hörer gehört. Menschsein ohne Arbeit kommt für das Alte Testament gar nicht in den Blick, ist nicht einmal erstrebenswert. Erhofft wird dagegen eine Zeit, in der der Einzelne in seiner Gemeinschaft den Ertrag seiner Arbeit genießen kann, einer Arbeit, die keine Zwangsarbeit ist, die nicht zerstört, die unter nicht entfremdeten Bedingungen getan werden kann.“

Micha habe gewusst, „dass es nicht damit getan ist, Frieden zu wollen und Friedenswillen zu bekunden, daß vielmehr jede Rüstung, jede Waffenansammlung Kriegsgefahr bedeutet“:

„Frieden ist nicht schon da gesichert, wo Rüstung defensiv angelegt ist, wo Kriegslust glaubwürdig durch 'Verteidigungsbereitschaft' ersetzt ist, wo eine Armee darauf angelegt ist, Kriege zu verhindern. Wo dies erreicht ist, mag Fortschritt erzielt sein. Frieden aber ist erst da möglich, wo aus Waffen produktive Geräte geworden sind, wo es keine Armee mehr gibt, ja, mit Jes 2,4 erst, wo niemand mehr lernt, Kriege zu führen.“

Willy Schottroff betonte 1984, die Verheißung sei Ergebnis eines jahrhundertelangen schmerzhaften Lernprozesses in Israel gewesen. Micha habe aus dem Scheitern traditioneller monarchischer Großmacht-, Bündnis- und Rüstungspolitik gefolgert:

„Die Abschaffung der Rüstung allein genügt nicht, um wirksamen Frieden zu schaffen. Frieden hat vielmehr vorgängig Gerechtigkeit zur Voraussetzung: daß nicht ein Volk das andere beherrscht, unterjocht, ausbeutet oder gar ausplündert und auf seine Kosten lebt und daß nicht innerhalb eines Volkes eine Klasse die andere unterdrückt und ausbeutet. […] Das friedliche Bild […], daß jeder ungestört unter seinem Weinstock und seinem Feigenbaum sitzen und sein Genüge haben soll, ist kein Bild des Reichtums, aber auch kein Bild des Hungers. Es wird noch großer Anstrengungen der Solidarität und des solidarischen Teilens bedürfen, bis erreicht ist, was dieser Utopie vorschwebt…“

Trutz Rendtorff und Wolfhart Pannenberg sprachen 1984 von einem Missbrauch der Abrüstungsverheißung in der Friedensbewegung und lehnten ein Glaubensbekenntnis der EKD gegen die Atomrüstung ab. Hans Walter Wolff erklärte dagegen:

„Die universale Verheißung, nach der alle Völker auf Jahwes Weg den Frieden suchen, ist noch gänzlich unerfüllt. Die Völkerwelt denkt noch nicht daran, ihre Entscheidungen nach Jahwes Wort zu richten. Doch Jahwes Gemeinde soll (Jes 2,5) und will (Mi 4,5) jetzt schon auf seine Weisung und sein Wort hören, jetzt schon Schwerter zu Pflugscharen machen und nicht mehr das Kriegshandwerk lernen. So betritt die Jahwegemeinde jetzt schon den Weg, der für die Zeitenwende allen verheißen ist. […] Die Hörer des Wortes bauen ihre Waffen in Friedensgeräte um, sie hören auf, den Krieg zu lernen und zu erklären. In der Konsequenz von Jahwes Schlichten und Richten ist offenbar die Entscheidung nicht zu umgehen, Schwerter in Pflugscharen umzuschmieden. Die Richtung ist eindeutig. Eine Alternative dazu, gar in Richtung auf die Bereitstellung moderner Menschheitsvernichtungswaffen, ist doch weder hier noch in der Fülle verwandter alttestamentlicher und neutestamentlicher Texte auch nur von ferne zu erkennen. Das Hinarbeiten auf internationale Rechtsabsprachen zur Abrüstung ist zwar dringend zu wünschen, ersetzt aber nicht annähernd, was hier als Konsequenz des Jahwewortes verkündigt wird. Müssen wir uns nicht als Menschen, die auf den Gott der biblischen Zeugen hören, hier wie vielfach in neutestamentlichen Apostel- und Jesus-Worten der Zumutung eines besonderen und vorläufig einseitigen Friedensverhaltens in der Nachfolge stellen, unabhängig von verbindlichen internationalen Absprachen, aber wahrscheinlich zu deren intensiver Förderung?“

## Christentumsgeschichte

### Patristik
Die meisten christlichen Theologen der Patristik lehnten jedes Töten von Menschen, besonders bewaffnete Selbstverteidigung, mit Bezug auf die Bergpredigt strikt ab. Da Jesus die biblische Verheißung des Völkerfriedens auf gewaltlose Weise zu erfüllen begonnen und seinen Nachfolger aufgetragen habe, allen Völkern Frieden zu verkünden, könnten Christen unmöglich an Krieg und Militär teilnehmen. So kommentierte Justin der Märtyrer in seiner Ersten Apologie Micha 4:

„Wenn aber der prophetische Geist als Verkünder der Zukunft sich vernehmen läßt, sagt er also: ‚Von Zion wird ausgehen das Gesetz, und das Wort des Herrn von Jerusalem, und er wird richten mitten unter Nationen und viel Volk zurechtweisen; und sie werden ihre Schwerter zu Pflugscharen und ihre Lanzen zu Sicheln umschmieden, und sie werden nicht mehr Volk gegen Volk zum Schwerte greifen und werden den Krieg verlernen‘.
Und daß das eingetroffen ist, davon könnt ihr euch überzeugen; denn von Jerusalem gingen Männer aus in die Welt, zwölf an der Zahl, ganz ungebildet und der Rede nicht mächtig; aber durch die Kraft Gottes haben sie dem ganzen Menschengeschlechte gezeigt, daß sie von Christus gesandt waren, allen das Wort Gottes zu predigen. Und wir, die wir einst einander mordeten, enthalten uns jetzt nicht nur jeder Feindseligkeit gegen unsere Gegner, sondern wir gehen, um nicht zu lügen und die Untersuchungsrichter nicht zu täuschen, auch freudig für das Bekenntnis Christi in den Tod.“

Dass das Christentum die verheißene weltweite Abrüstung durch eigene Gewaltlosigkeit, Kriegsdienstverweigerung und Bereitschaft zum Martyrium erfülle und lehre, vertraten auch Irenäus von Lyon, Tertullian, Clemens von Alexandria und Origenes.

### Großkirchliche Kriegstheorie
Mit der konstantinischen Wende 313 wurde die gewaltlose und militärkritische Haltung der meisten frühen Christen bald von einer Bejahung des römischen Staates und seiner militärischen Verteidigung abgelöst. Daraufhin verlor die biblische Abrüstungsverheißung ihre konkrete handlungsleitende Rolle für die Getauften. Sie wurde nun zu einem von Menschen nicht herstellbaren, erst mit Gottes Endgericht bzw. der Wiederkunft Christi eintreffenden Zustand im jenseitigen Reich Gottes erklärt.
Maßgebend für kirchliches Reden und Handeln zu Krieg und Militär wurde die 420 von Augustinus von Hippo formulierte Theorie vom Gerechten Krieg. Sie sollte das Gewaltmonopol des Staates (hier: des Römischen Reichs) der geistlichen Führung der Reichskirche und seine Kriege ihren moralischen Kriterien unterordnen. Sie diente jedoch oft zur Rechtfertigung, nicht zur Begrenzung von Kriegen christlicher Regierungen. Thomas von Aquin entwickelte Augustins Lehre im 13. Jahrhundert weiter, ohne die Friedensverheißungen des Tanach zu berücksichtigen. Die Römisch-katholische Kirche war für ihn die Instanz, die das weltliche Reich geistlich führte. Somit war dieses Reich für ihn eine gerechte Friedensordnung, die notfalls auch mit kriegerischen Mitteln gegen Bedrohungen verteidigt werden musste. Daher problematisierte er Rüstung als solche nicht und strebte keine allgemeine Abrüstung an.

### Friedenskirchen
Um 1200 entstanden christliche Minderheiten, die Waffenbesitz und Kriegsdienste als unvereinbar mit der Nachfolge Jesu ablehnten. Die von Franz von Assisi geprägten Laien des Dritten Ordens folgten dem Gebot: Tödliche Waffen dürfen sie gegen niemanden empfangen noch mit sich tragen (Memoriale 15,3). Zudem waren sie verpflichtet, den Fahneneid zu verweigern. Beide Verbote zusammen schlossen Kriegsdienst aus.
Die Waldenser, seit der Reformation die täuferischen Gemeinschaften der Stäbler, Hutterer und Mennoniten und später die Quäker, Unitarier und Adventisten knüpfen an die urchristliche Gewaltlosigkeit an und lehnen Waffendienste darum für sich ab. Sie werden heute als „Friedenskirchen“ zusammengefasst. Einige davon haben im 20. Jahrhundert internationale Christian Peacemaker Teams gegründet, um vor Ort die zivile Konfliktbearbeitung zu unterstützen.

### Haltungen von Juden
Im Mittelalter versuchten Vertreter der Reichskirche Juden bei (meist erzwungenen) Disputationen zum Christusbekenntnis zu nötigen. Daran beteiligte Rabbiner wiesen in ihren Verhören oft darauf hin, dass Jesus die Verheißungen biblischer Propheten nicht erfüllt habe, also nicht der Messias sein könne. So reagierte Nachmanides im Streitgespräch von Barcelona 1263 auf die Frage, ob er an Jesu Messanität glaube, mit der Gegenfrage:

„Und verkündet der Prophet nicht auch, daß im Zeitalter des Messias keiner den anderen die Kriegskunst lehren werde (Jes 2,4) und daß die Welt voll der Erkenntnis des Herrn sein wird, wie Wasser das Meer bedeckt (Jes 11,9)? Jedoch seit den Tagen Jesu bis auf den heutigen Tag ist die ganze Welt übervoll des Mordens, Raubens und Plünderns – und die Christen haben mehr Blut vergossen als irgendein anderes Volk…“

André Schwarz-Bart beschrieb in seinem Roman Der Letzte der Gerechten eine solche Disputationsszene, in der ein Rabbiner auf die obligatorische Messiasfrage antwortete:

„‚…wenn es stimmt, daß der Messias, von dem unsere Propheten reden, schon gekommen ist, wie erklärt ihr dann den gegenwärtigen Zustand der Welt? Edle Herren, die Propheten haben doch gesagt, daß bei der Ankunft des Messias Weinen und Stöhnen aus der Welt verschwinden würden – nicht wahr? Und auch, daß alle Völker ihre Schwerter zerbrechen würden, ohja, um aus ihnen Pflugscharen zu machen – nicht wahr? […] Ach, was würde man sagen, Sire, wenn Ihr vergäßet, wie man Krieg führt?‘ – Der Rabbi wurde verbrannt – im Namen Jesu Christi.“

Im Jahr 2000 begründete die Erklärung Dabru Emet von jüdischen Theologen der USA ihre Forderung, Juden und Christen müssten sich gemeinsam für Gerechtigkeit und Frieden in aller Welt einsetzen, mit der prophetischen Abrüstungsvision.

### Zeit der Weltkriege
Im aufkommenden Nationalismus des 19. Jahrhunderts verstanden sich die Großkirchen meist als Nationalkirchen, die besonders im Kriegsfall das eigene Vaterland unterstützen müssten. Führende Theologen sahen Krieg im Anschluss an Georg Wilhelm Friedrich Hegel und Friedrich Schleiermacher als Schöpfungsordnung, also natürliches und unabänderliches Gesetz der Geschichte. Die deutschen evangelischen Kirchen befürworteten die Kriegserklärung des Kaiserreichs und Besetzung Belgiens, mit der der Erste Weltkrieg begann. Theologen wie Adolf von Harnack, Wilhelm Herrmann, Adolf Schlatter und Reinhold Seeberg unterschrieben das am 4. Oktober 1914 veröffentlichte Manifest der 93. Karl Barth erlebte dies als ethisches Versagen seiner Lehrer, das ihn veranlasste, mit deren Theologie zu brechen. Nur wenige Christen verweigerten den Kriegsdienst. Sie gehörten fast alle zu den Friedenskirchen oder Sondergruppen, wurden oft zu langjährigen Zuchthausstrafen verurteilt und blieben ohne großkirchliche Unterstützung.
Am 8. September 1914 sprach sich Papst Benedikt XV. in seinem Apostolischen Schreiben Ubi primum gegen den Krieg aus. Am 1. August 1917 rief er die Kriegsteilnehmer in der Friedensnote Dès le début zur Beendigung des Krieges, sofortigen Aufnahme von Friedensverhandlungen und allgemeinen Abrüstung auf. Die Deutsche Bischofskonferenz unterstützte wie andere nationale Bischofskonferenzen jedoch weiterhin die Kriegsanstrengungen der eigenen Regierung. Auf den Papstaufruf bezog sich der am 28. August 1917 gegründete Friedensbund katholischer Geistlicher, aus dem 1919 der auch für Laien offene Friedensbund Deutscher Katholiken (FDK) entstand. Er wuchs bis 1932 mit 48.000 Mitgliedern zur zweitgrößten pazifistischen Organisation der Weimarer Republik. Erst dann gestattete die deutsche Bischofskonferenz Erzbischof Michael von Faulhaber, das Protektorat für den FDK zu übernehmen.
1920 übernahm Papst Benedikt XV. in der Enzyklika Pacem, Dei munus pulcherrimum alle Forderungen der Pazifisten seit den Haager Friedenskonferenzen vor 1914: darunter ein internationales unabhängiges Schiedsgericht zur zwischenstaatlichen Konfliktlösung und einen Völkerbund als Vorbereitung dafür, „die enorme Last der Ausgaben für Militär, welche die Staaten nicht länger tragen können, abzuschaffen oder zu verringern, um diese verhängnisvollen Kriege zu verhindern oder zumindest die Gefährdung durch sie weitestgehend zu verhindern“ (§ 17).
Auch der am 1. August 1914 gegründete Weltbund für Freundschaftsarbeit der Kirchen und die 1919 gegründete Bewegung für praktisches Christentum (englisch: Life and Work) befürworteten Völkerverständigung und allgemeine Abrüstung. Bei ihrer ersten internationalen Konferenz in Stockholm 1925 unter dem biblischen Leitwort von Eph 2,14  (Christus ist unser Friede) erklärte diese Ökumenische Bewegung:

„Der Krieg, als Mittel zur Lösung internationaler Streitigkeiten durch physische, mit Heimtücke und Lüge sich verbindende Gewalt, ist unvereinbar mit der Gesinnung und dem Verhalten Christi und darum auch mit der Gesinnung und dem Verhalten der Kirche Christi.“

Die deutschen Delegierten widersprachen dem, da sie Krieg als Naturgesetz und das Eintreten dagegen als vermessenen Eingriff in „Gottes Walten“ ansahen. Diese Kriegstheologie vertraten unter anderen Emanuel Hirsch und Paul Althaus.
1933 verbot das nationalsozialistische Regime die pazifistischen Organisationen, inhaftierte viele ihrer führenden Vertreter und ließ einige von ihnen in KZ-Haft ermorden. Die Kirchen widersprachen dem nicht. Die Wiedereinführung der allgemeinen Wehrpflicht 1935 brach den Friedensvertrag von Versailles von 1919 endgültig. Die Bekennende Kirche und die Deutschen Christen begrüßten diese Einführung in einer gemeinsamen Presseerklärung:

„Die allgemeine Wehrpflicht ist den Protestanten die gewaltige Volksschule, ein Erziehungsmittel, das wie kaum ein anderes unserem Volke die großen sittlichen, seelischen und körperlichen Werte mitzuteilen imstande ist, deren ein Volk im Kampf um sein Dasein bedarf, die Deutschland groß gemacht haben und es schwere Schicksalsschläge überwinden ließen … Darum heute und immer: Gott mit uns!“

Auch die deutschen katholischen Bischöfe rechtfertigten die Wehrpflicht 1936 wie 1914 einhellig als notwendige Vorbereitung eines angeblichen Verteidigungskrieges:

„Der Führer und Reichskanzler Adolf Hitler hat den Anmarsch des Bolschewismus von weitem gesichtet und sein Sinnen und Sorgen darauf gerichtet, diese ungeheure Gefahr von unserm deutschen Volk und dem gesamten Abendland abzuwehren. Die deutschen Bischöfe halten es für ihre Pflicht, das Oberhaupt des Deutschen Reiches in diesem Abwehrkampf mit allen Mitteln zu unterstützen, die ihnen aus dem Heiligtum zur Verfügung stehen.“

Nach Hitlers Überfall auf Polen hieß es in einem weiteren „Hirtenwort“ vom 17. September 1939:

„In dieser entscheidungsvollen Stunde ermuntern und ermahnen wir unsere katholischen Soldaten, im Gehorsam gegen den Führer, opferwillig, unter Hingabe ihrer ganzen Persönlichkeit ihre Pflicht zu tun. Das gläubige Volk rufen wir auf zu heißem Gebet, dass Gottes Vorsehung den ausgebrochenen Krieg zu einem für Vaterland und Volk segensreichen Erfolg und Frieden führen möge.“

Im Ersten Weltkrieg hatten die Kirchen ab 1917 auf staatlichen Befehl etwa 65.000 Kirchenglocken als Waffenmaterial zur Verfügung gestellt. Anfang April 1940 forderte ein Erlass Hermann Görings die Abgabe fast aller deutschen Kirchenglocken an die Rüstungsindustrie „zur Sicherung der Metallreserve für eine Kriegsführung auf lange Sicht“. Im Ergebnis wurden 47.000 von 63.000 Glocken (fast 77 %) eingeschmolzen und meist zu Granaten verarbeitet. Der „geistliche Vertrauensrat“ der DEK unter dem Vorsitz von August Marahrens empfahl am 12. April 1940 allen Landeskirchen, Görings Befehl als „freudiges Opfer für Führer und Vaterland“ in Form einer „Glockenopferfeier“ umzusetzen. Zugleich beschloss er eine Gratulation, Kanzelabkündigung und landesweites Glockengeläut zum „Führergeburtstag“. Die zu dieser Sitzung eingereichte briefliche Bitte des am 16. März 1940 vom Reichskriegsgericht zum Tod verurteilten Kriegsdienstverweigerers Hermann Stöhr, sein Gnadengesuch an Hitler zu unterstützen, wurde nicht behandelt; Stöhr wurde am 21. Juni 1940 enthauptet. In der Woche seiner Beerdigung hängten die Kirchen der DEK Hakenkreuzflaggen auf, läuteten auf Anweisung Hitlers die Glocken sieben Tage lang und hielten Dankgottesdienste für den Sieg über Frankreich im Westfeldzug.

### Kirchliche Friedensethik seit 1945
Erst nach dem Zweiten Weltkrieg stellten die Kirchen ihre traditionelle Kriegsethik stärker in Frage. 1948 verabschiedete der Ökumenische Rat der Kirchen (ÖRK) auf seiner Gründungsversammlung in Amsterdam im Konsens den Satz: „Krieg soll nach Gottes Willen nicht sein.“
1950 begann die westdeutsche Wiederbewaffnung: Martin Niemöller, der sich als einer der ersten dagegen aussprach, wurde von der EKD-Leitung, zu der er damals noch gehörte, gerügt.
Angesichts der bevorstehenden Atombewaffnung der NATO forderte der Rat der EKD im Mai 1954 einen allgemeinen Stopp des atomaren Wettrüstens. Im August 1954 übernahm die ÖRK-Vollversammlung diese Forderung. Im Juni 1956 rief die EKD-Synode mit einer von Heinrich Vogel verfassten Erklärung alle Christen auf, sich nicht an Entwicklung und Herstellung von Massenvernichtungswaffen zu beteiligen. Im März 1958 verwarf ein Wort der Bruderschaften alle derartigen Mittel als unvereinbar mit dem Apostolischen Glaubensbekenntnis. Doch die EKD lehnte es ab, dieses Bekenntnis zu unterstützen. Stattdessen gab sie 1959 die Heidelberger Thesen heraus, die Abschreckung auch mit Atomwaffen befristet als friedenserhaltend bejahten. Seitdem drückte die Formel vom „Friedensdienst mit und ohne Waffen“ die Haltung der EKD aus: Sie bejaht das individuelle Recht zur Kriegsdienstverweigerung und unterstützt die, die es beanspruchen, betreibt aber parallel die seelsorgerliche Betreuung derer, die Militärdienst leisten (Militärseelsorgevertrag) und hält gerechte Kriege von Fall zu Fall für möglich.
Die von Papst Johannes XXIII. verfasste Enzyklika Pacem in terris von 1963 richtete sich an „alle Menschen guten Willens“ und forderte:

„Deshalb fordern Gerechtigkeit, gesunde Vernunft und Rücksicht auf die Menschenwürde dringend, daß der allgemeine Rüstungswettlauf aufhört; daß ferner die in verschiedenen Staaten bereits zur Verfügung stehenden Waffen auf beiden Seiten und gleichzeitig vermindert werden; daß Atomwaffen verboten werden; und daß endlich alle auf Grund von Vereinbarungen zu einer entsprechenden Abrüstung mit wirksamer gegenseitiger Kontrolle gelangen.“

Weil der Papst das militärische Gleichgewichtsprinzip faktisch als friedenserhaltend anerkannte, forderte er von der Politik multilaterale Abrüstungsverträge, aber keinen einseitigen, ethisch begründeten Verzicht auf Atomwaffen.
Minderheiten in den Großkirchen wollten das militärische Sicherheitskonzept allmählich durch andere Formen der Verteidigung ablösen, so Pax Christi auf katholischer, Aktion Sühnezeichen Friedensdienste und Ohne Rüstung Leben auf evangelischer Seite. Sie fassen die biblische Friedensvision als verbindliches Leitbild für die konsequente Ausrichtung auf Abrüstung, gewaltfreie Konfliktlösungsmodelle und die Versöhnung mit Opfernachfahren deutscher Gewaltherrschaft und Menschheitsverbrechen auf.
Das Zweite Vatikanische Konzil formulierte 1965 in Gaudium et spes:

„Darum sind vor allem eine neue Erziehung und ein neuer Geist in der öffentlichen Meinung dringend notwendig. Wer sich der Aufgabe der Erziehung, vor allem der Jugend, widmet und wer die öffentliche Meinung mitformt, soll es als seine schwere Pflicht ansehen, in allen eine neue Friedensgesinnung zu wecken.“

1975 führte der ÖRK ein Antimilitarismus-Programm ein, das die Ursachen weltweiter Aufrüstung und kriegerischer Konflikte analysiert und Alternativen dazu bedenkt. Er verpflichtet seine Mitgliedskirchen auf die Abschaffung der Atomwaffen und befürwortet ein weltweites Verbot von Landminen. Unter seinem Dach setzen sich zahlreiche nationale und internationale Initiativen im Sinne von „Schwerter zu Pflugscharen“ für Ab- und Umrüstung und eine gerechte Weltwirtschaftsordnung ein. Im Verbund mit anderen Nichtregierungsorganisationen wirken sie auch auf NATO-Staaten ein, die im Atomwaffensperrvertrag eingegangene Verpflichtung zur atomaren Abrüstung umzusetzen. Ein Beispiel für eine solche Gruppe ist Ploughshares („Pflugscharen“) in Kanada: Die Gruppe gibt einen detaillierten jährlichen Bericht über Kriege, bewaffnete Konflikte und Aufrüstung heraus, benennt deren Ursachen und setzt sie in Beziehung zu den Ausgaben für Entwicklungshilfe.
Das Hirtenwort Gerechter Friede der Deutschen Bischofskonferenz aus dem Jahr 2000 betont auch im Rückgriff auf die Prophetenworte, dass Frieden nur durch gerechte Lebensbedingungen für alle Menschen entstehen kann. Demgemäß verlangt es den Einsatz für Menschenrechte, nachhaltige Entwicklung, Gewaltprävention und Konfliktnachsorge und fordert Rüstungsbegrenzung und atomare Abrüstung von den Staaten. Auch dieser Text fordert keine einseitige und totale Abrüstung von Massenvernichtungsmitteln, sondern gesteht den Staaten konventionelle Streitkräfte „für Aufgaben im Rahmen der Landes- und Bündnisverteidigung, aber auch für ein angemessenes Engagement im Rahmen internationaler Krisenbewältigung“ zu. Denn es bestehe die „Pflicht […], Menschen vor fremder Willkür und Gewalt wirksam zu schützen“.

## Friedenspolitische Initiativen

### Neuzeitlicher Pazifismus
Nicht die Kirchen, sondern die Philosophie der Aufklärung begann mit Überlegungen, wie der Traum vom „ewigen Frieden“ politisch zu realisieren sei. Immanuel Kant entwarf 1795 eine internationale Vertragsordnung souveräner republikanischer Staaten, die den friedlichen Interessenausgleich der Völker nachhaltig regeln sollte:
- Ein Friedensvertrag unter Völkern muss versteckte kriegerische Absichten und künftige Kriegsursachen ausschließen.
- Er muss die Souveränität jedes Staates und sein Gebiet anerkennen.
- „Stehende Heere … sollen mit der Zeit ganz aufhören.“

Die sonst fortbestehende Kriegsdrohung würde Wettrüsten und Angriffskriege erzeugen. Sie degradiere Menschen zu Sachen und Kriegsmaschinen, sei also mit der Idee des universalen Menschenrechts unvereinbar.
Im 19. Jahrhundert entstand mit dem Pazifismus eine Bewegung, die diese aufgeklärten Ideen zu realisieren versuchte. Umfassende Abrüstung und Ausschluss des Angriffskrieges wurden nun erstmals als politische Ziele angestrebt. Dabei wurde die biblische Vision aus ihrem theologischen Kontext gelöst und säkularisiert: Das Gebot des Gottes Israels wurde in einen moralischen Appell an die Gewissen und die ethische Entscheidung des Einzelnen für einen Verzicht auf bewaffnete Selbstverteidigung transformiert (vgl. Bertha von Suttner: Die Waffen nieder!).
Erst nach dem Ersten Weltkrieg gewann diese Bewegung in Deutschland an Zulauf und etablierte u. a. den Antikriegstag (damals der 1. August) als Datum einer jährlich wiederkehrenden Großdemonstration. Doch die Pazifisten blieben eine gesellschaftliche Minderheit: zum einen, weil das Verhältnis von eigenem Gewaltverzicht zu politischer Macht und nationaler Souveränität ungelöst blieb, zum anderen, weil sie untereinander zerstritten waren in Vertreter einer prinzipiellen Gewaltlosigkeit, Antimilitaristen („Krieg dem Kriege!“) und Sozialisten, die sich die Überwindung des Krieges erst von der Abschaffung aller Klassenherrschaft erhofften und dazu bedingte revolutionäre Gewalt rechtfertigten. Dabei beriefen sich auch Neomarxisten wie Ernst Bloch auf die Bibel: Die Prophetie von Mi 4/Jes 2 sei „das Urmodell der pazifizierten Internationale“, die allen Menschen zugänglich und verständlich sei, da sie ihre nächstliegenden Interessen zum Ausdruck bringe.
Der „Militärisch-industrielle Komplex“ – die Abhängigkeiten und Verflechtungen von Rüstungsindustrie, Militär und Staatsführungen – blieb in vielen gesinnungsethischen Appellen unzureichend berücksichtigt. Rüstungskonversion stand in den meisten Abrüstungsforderungen erst ganz am Ende eines internationalen Verständigungsprozesses.

### UN-Charta
Das Ziel eines nachhaltigen Völkerfriedens wurde 1945 in der Charta der Vereinten Nationen festgeschrieben. Seitdem haben die meisten Staaten das Verbot jedes Angriffskriegs theoretisch anerkannt (Kapitel I, Artikel 2, Absatz 4):
„Alle Mitglieder unterlassen in ihren internationalen Beziehungen jede gegen die territoriale Unversehrtheit oder die politische Unabhängigkeit eines Staates gerichtete oder sonst mit den Zielen der Vereinten Nationen unvereinbare Androhung oder Anwendung von Gewalt.“

### Sowjetische Skulptur

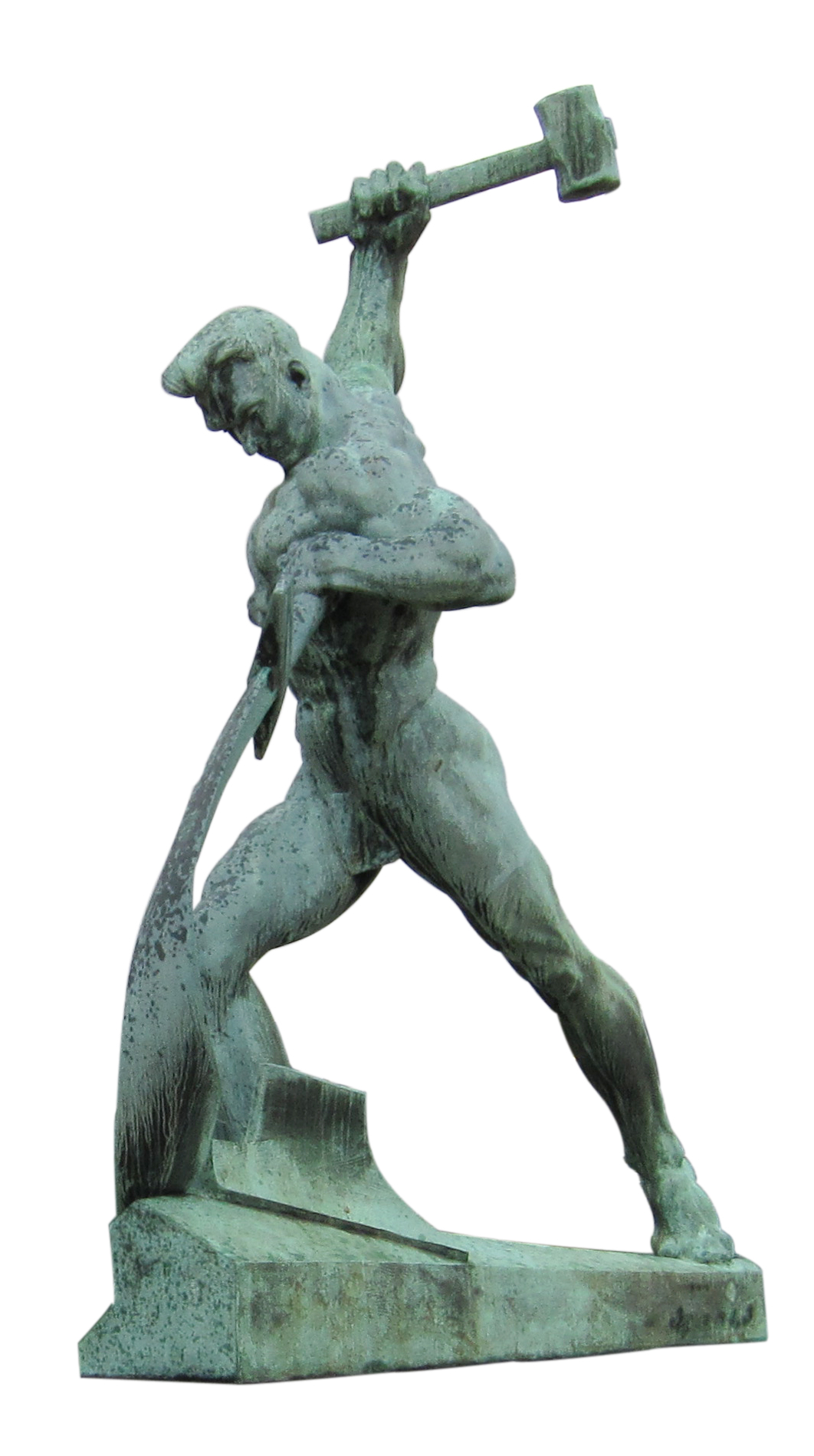
Skulptur von Jewgeni Wutschetitsch vor dem UNO-Gebäude, 1959

Am 4. Dezember 1959 schenkte die Sowjetunion der UNO eine Bronzeskulptur von Jewgeni Wiktorowitsch Wutschetitsch, die das biblische Motiv bildlich-plastisch darstellt. Die Skulptur wurde im Garten des UNO-Hauptgebäudes in New York City aufgestellt. Ihr Modell befindet sich vor der Zweigstelle der Tretjakow-Galerie für moderne Kunst in Moskau. Die Skulptur zeigt einen muskulösen  Heros, der ein Schwert zu einem Pflug umschmiedet. Sie ist im Stil des Sozialistischen Realismus gestaltet und hebt die Schöpferkraft des arbeitenden Menschen hervor. Zugleich appelliert sie an das Friedensziel der UN-Charta. Sie ist Teil einer Werkreihe dieses Bildhauers, die durch das Schwertmotiv verbunden ist, darunter die Skulptur „Der Befreiungskrieger“ von 1949 (Standort: Sowjetisches Ehrenmal im Treptower Park) und die Mutter-Heimat-Statue (Wolgograd) von 1967.
Mit dem Geschenk an die UNO bekräftigte die sowjetische Partei- und Staatsführung ihre damals offiziell erklärte Bereitschaft zur friedlichen Koexistenz mit dem „Klassenfeind“. Sie stellte ihr Land stets als Friedensmacht und dessen Hochrüstung als ausschließlich defensiven Zwecken dienend dar. Seit 1960 bot die Sowjetunion dem Westen eigene Abrüstungsinitiativen an und versuchte vor allem, die NATO zur Abkehr von ihrer Strategie des Ersteinsatzes von Atomwaffen zu bewegen. Zugleich setzten beide Supermächte das Wettrüsten unvermindert fort und führten oder unterstützten Stellvertreterkriege in Staaten der Dritten Welt. Westliche Historiker deuten sowjetische Abrüstungsvorstöße weitgehend als Propagandamittel, um machtpolitische Vorteile im fortgesetzten Kalten Krieg zu erlangen. Abrüstungsvorleistungen ohne multilaterale Vertragsbindung wurden von Regierungsvertretern in Ost wie West meist als Gefährdung des militärischen Gleichgewichts und damit Destabilisierung des Nichtkriegszustands dargestellt und abgelehnt.

### USA und Großbritannien
In den 1960er Jahren stieß der Vietnamkrieg der USA weltweit auf zunehmende Ablehnung. Ein einflussreicher Kriegsgegner in den USA war Martin Luther King: Er hielt am 30. April 1967 die Predigt It’s A Dark Day In Our Nation. Darin nannte er sieben Gründe für seine Haltung: zuerst seine Gewissensnot vor Gott, der ihn zum Reden zwinge, da Schweigen Verrat an den Kriegsopfern bedeute; zuletzt seine Liebe zu Amerika, das mit diesem Krieg seine eigenen konstitutionellen Werte verlassen habe, die Menschenwürde und gottgegebenen Menschenrechte. Zum Schluss ermutigte er seine Hörer, ihren Glauben an die weltverändernde Kraft der Liebe nicht aufzugeben. Dieser Glaube verbinde Hindus, Buddhisten, Juden, Christen, Muslime. Als Quelle dieser Kraft paraphrasierte er zuletzt Michas Friedensverheißung:

„Mit diesem Vertrauen können wir den Tag beschleunigen, an dem wir überall auf der Welt […] singen: … Dank Gott dem Allmächtigen, wir sind endlich frei! […] Menschen werden ihre Schwerter in Pflugscharen umschmieden und ihre Speere in Sicheln. Und Nationen werden nicht gegen Nationen aufstehen, noch werden sie mehr Krieg lernen. Und ich weiß nicht wie ihr dazu steht, aber ich werde nicht mehr Krieg lernen.“

Damit verknüpfte King sein an Mahatma Gandhi angelehntes Konzept des „gewaltfreien Widerstandes“ und „zivilen Ungehorsams“ für die Bürgerrechte der Afroamerikaner mit dem Eintreten gegen diesen Krieg.
In den 1980er Jahren entstand in den USA und Großbritannien erneut eine breite außerparlamentarische Protestbewegung, diesmal gegen die von US-Präsident Ronald Reagan verfolgten atomaren Rüstungsprojekte. Pazifistische und antimilitaristische Gruppen der Pflugscharbewegung bezogen sich dabei ausdrücklich auf das Bibelzitat. Sie wollten unter anderem mit Blockaden und Besetzungen von militärischem Firmengelände zeigen, dass nicht nur öffentlicher Druck, sondern direkter risikobereiter Widerstand gegen die Atomrüstung notwendig und möglich sei. Dabei unterschieden sie strikt Gewalt gegen Sachen von Gewalt gegen Personen.
Die Plowshare Eight („Pflugschar Acht“) bestand aus acht Personen, unter ihnen der vormalige römisch-katholische Priester Philip Berrigan und sein Bruder, der Jesuitenprediger Daniel Berrigan. Am 9. September 1980 drangen sie in eine Fabrik für Atomwaffen in Pennsylvania ein und schlugen mit Hämmern auf Nuklearsprengköpfe ein. Sie machten Konstruktionspläne für Atomwaffen mit ihrem eigenen Blut unbrauchbar und beteten in der Fabrikhalle für den Frieden, bis sie verhaftet wurden. Es folgten Prozesse mit Hafturteilen von fünf bis zehn Jahren wegen „Gefährdung der nationalen Sicherheit“. Diese Urteile wurden später auf knapp zwei Jahre Haft reduziert. Nach der Freilassung blieben die Mitglieder der Gruppe zusammen und setzten ähnliche Aktionen fort. Der Priester Carl Kabat feierte den 25. Jahrestag seiner Priesterweihe mit einem Hammer auf einem Atomwaffengelände.
Beim Sabotageakt bei der British Aerospace am 29. Januar 1996 zerstörten Aktivistinnen der „Seeds of Hope East Timor Ploughshares: Women disarming for life and justice“ einen für Indonesien bestimmten BAE Hawk. Erstmals wurden Aktivisten nach einer solchen Tat von einem Gericht vom Vorwurf der Sachbeschädigung freigesprochen.
Andere Gruppen wie die Trident Ploughshares in Großbritannien griffen die Idee auf; diese Gruppe erhielt 2001 für ihre gewaltfreien Aktionen gegen ein Atomunterseeboot den Right Livelihood Award. Man kennt weltweit bis heute rund 70 derartige Aktionen, meist in westlichen Staaten, die über Atomwaffen verfügen. Sie alle berufen sich auf die biblische Friedensvision und begehen gezielte, auf Rüstungsobjekte bezogene Gewalt, beanspruchen aber ansonsten strikte Gewaltfreiheit. Die Täter bleiben meist am Ort der Tat bis zur Verhaftung und verteidigen ihr Vorgehen vor Gericht mit Bezug auf Gott, das eigene Gewissen und das Widerstandsrecht.
Beim Dankgebet zur Inauguration von Barack Obama zum 44. US-Präsidenten am 20. Januar 2009 bezog sich Pastor Joseph Lowery auf die biblische Friedensverheißung:

„Help us then, now, Lord, to work for that day when nation shall not lift up sword against nation, when tanks will be beaten into tractors, when every man and every woman shall sit under his or her own vine and fig tree, and none shall be afraid; when justice will roll down like waters and righteousness as a mighty stream.“

## Friedensinitiativen in der DDR

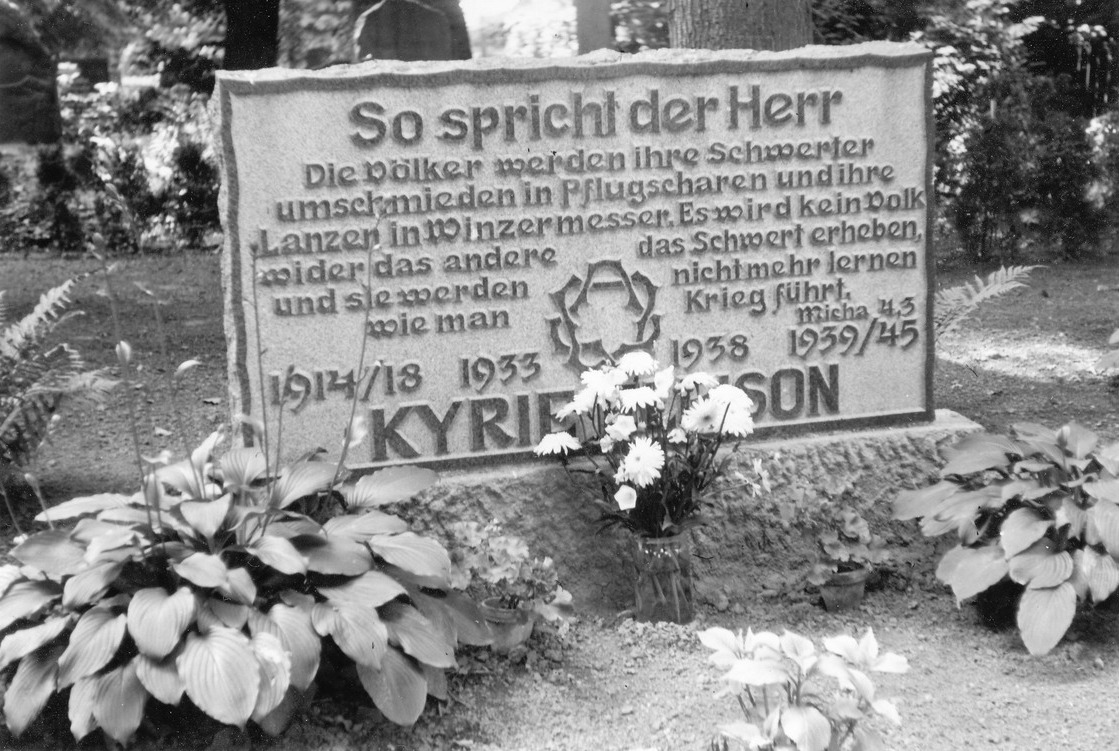
Gedenkstein in Gramzow

### Vorläufer
In Gramzow (Uckermark) ließ der dortige Pfarrer Curt-Jürgen Heinemann-Grüder 1971 an den Gräbern von in den Weltkriegen gefallenen Soldaten einen Gedenkstein aufstellen, der Micha 4,3 mit den Worten „Schwerter zu Pflugscharen“ zitierte. Dies war die erste bekannte öffentliche Verwendung des Zitats in der DDR. Der Pfarrer war Mitglied der Christlichen Friedenskonferenz (CFK) und hatte den damaligen ÖRK-Präsidenten Martin Niemöller öfter zu Vorträgen in die Uckermark eingeladen. Dabei hatte Niemöller vor den Ohren der Stasi Jugendliche zum Pazifismus und zur Kriegsdienstverweigerung ermutigt.

### Erste Friedensdekade
1978 hatte die SED das Pflichtfach „Wehrerziehung“ an DDR-Schulen eingeführt. Der Bund der Evangelischen Kirchen in der DDR legte dagegen erfolglos Widerspruch ein und stellte ein Alternativprogramm „Erziehung zum Frieden“ vor. Daraufhin entstanden in vielen Kirchengemeinden staatskritische, unabhängige Friedensinitiativen. Regelmäßige Seminare, etwa in Königswalde (Ortsteil von Werdau in Sachsen), zogen Jugendliche aus der ganzen DDR an.

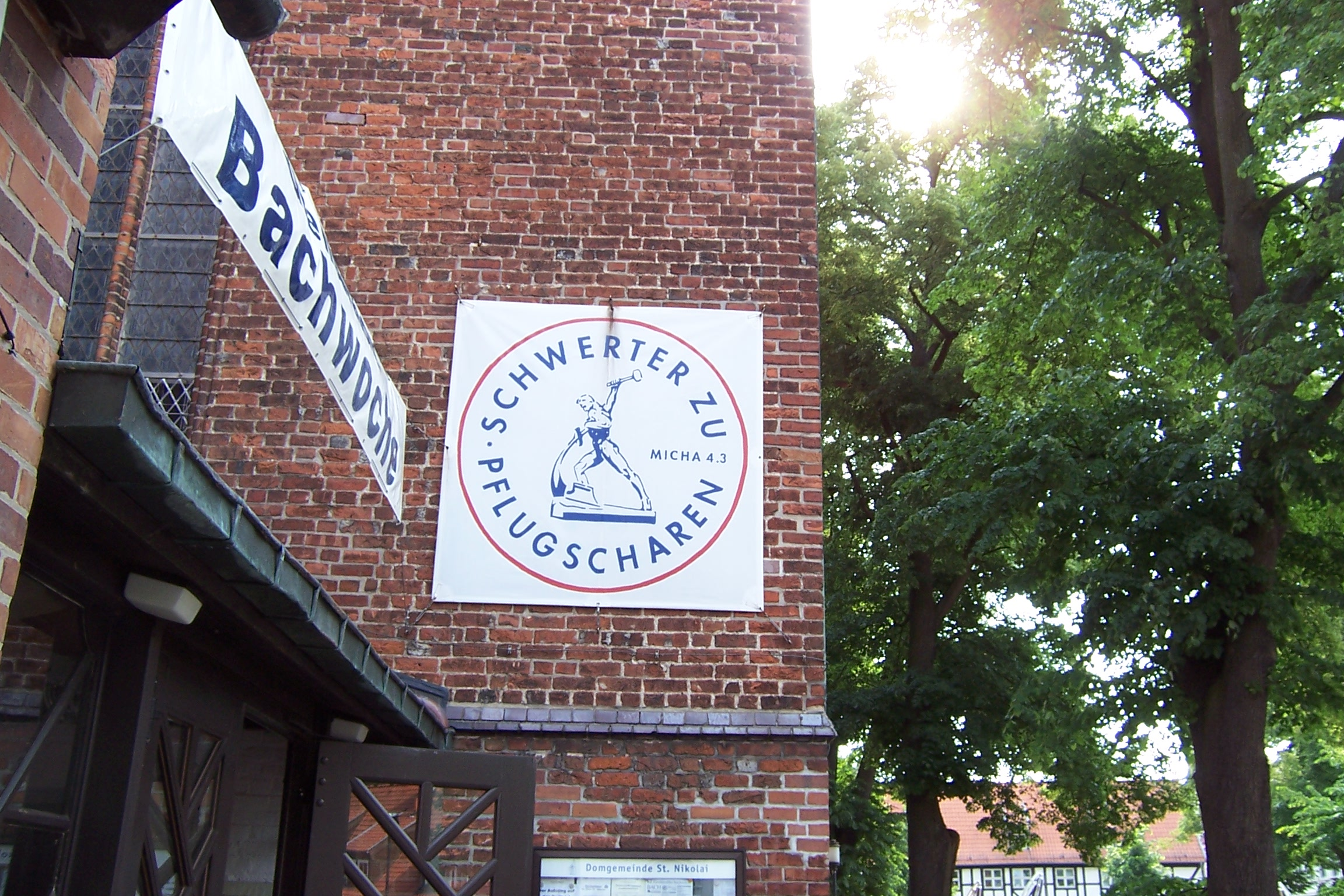
„Schwerter zu Pflugscharen“-Grafik als Banner am Dom St. Nikolai (Greifswald), 2008

Das von Herbert Sander entworfene Abbild der sowjetischen Skulptur zusammen mit dem Schriftzug „Schwerter zu Pflugscharen“ wurde erstmals als Lesezeichen für eine Einladung zum Gottesdienst am Buß- und Bettag des Jahres 1980 von evangelischen Jugendgruppen in der DDR verwendet. Dieser Feiertag war als Abschluss einer ersten zehntägigen „Friedensdekade“ mit dem DDR-Kirchenbund verabredet worden. Die Anregung dazu kam vom überkonfessionellen Interkirchlichen Friedensrat in den Niederlanden, der als erste kirchliche Vereinigung einen Totalabbau aller Atomwaffen in Europa forderte und dies mit dem Votum der Niederländisch-reformierten Kirche begründete, wonach Friedenssicherung durch atomare Abschreckung mit dem Christsein völlig unvereinbar sei.
Die erste Friedensdekade ging aus der intensiven Vorbereitungsarbeit des Evangelischen Jungmännerwerks (Ostwerk) und einer Arbeitsgruppe des CVJM (Westwerk) im Oktober 1979 hervor. Ein weiteres Arbeitstreffen musste wegen des Überwachungsdrucks der Stasi zum Teil nächtlich in privaten Wohnungen in Berlin stattfinden. Die Initiatoren teilten die starke Sorge über die Aufrüstung in der Mitte Europas beiderseits der innerdeutschen Grenze. Sie versuchten, dazu einen klaren gemeinsamen Standpunkt zu finden. So forderten sie die vollständige Demilitarisierung beider deutscher Staaten. Das erarbeitete Material wurde als Auftrag an die Konferenz der evangelischen Landesjugendpfarrer in der DDR weitergeleitet, eine gemeinsame Friedensaktion zu realisieren: die erste Friedensdekade. Diese sollte gleichzeitig in allen Gliedkirchen beider deutscher Kirchenbünde stattfinden und wurde diesen daher vorgeschlagen.

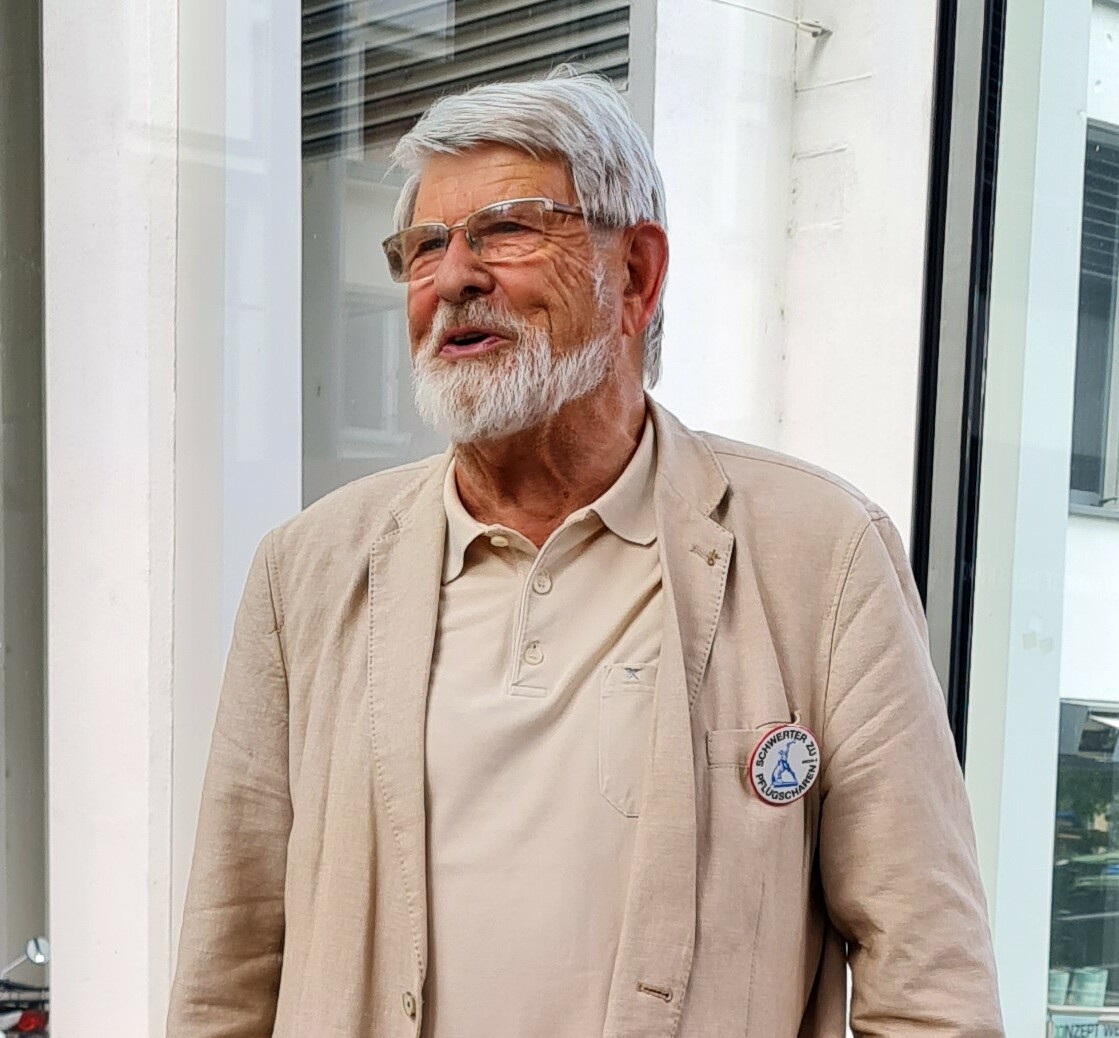
Harald Bretschneider mit Anstecker „Schwerter zu Pflugscharen“ (2023)

Die Einladung gestaltete der damalige sächsische Landesjugendpfarrer Harald Bretschneider; die Grafikerin Ingeborg Geißler schuf eine druckfähige Zeichnung dafür. Das Lesezeichen wurde in einer Auflage von 120.000 Stück in der Druckerei Abraham Dürninger der Herrnhuter Brüdergemeine auf Vliesstoff gedruckt, da dies als „Textiloberflächenveredlung“ galt und keine staatliche Druckgenehmigung erforderte. Der Einladungstext wies auf Gottesdienste, Jugend- und Gemeindeabende und eine „Friedensminute“ hin: Am Bußtag um 13:00 Uhr sollten landesweit die Kirchenglocken gleichzeitig mit der staatlichen Sirenenübung zum Gebet mahnen. Nachdem die DDR-Regierung dies als Gefährdung des Zivilschutzes und Aufruf zur Arbeitsniederlegung untersagt hatte, wurde das Läuten auf 13:15 Uhr verlegt.
Das Motto der Dekade lautete „Frieden schaffen ohne Waffen“. Dasselbe Motto verwendete unabhängig davon auch die westdeutsche Aktion Sühnezeichen mit ihrem Vorsitzenden Volkmar Deile. Es ging auf ein weltweites Treffen des ÖRK zurück: Er hatte 1975 in Nairobi allen Mitgliedskirchen empfohlen, gegenüber den je eigenen Regierungen ihre Bereitschaft zu erklären, „ohne den Schutz von Waffen zu leben“. Dies blieb den meisten Kirchengemeinden zunächst unbekannt und wurde von kaum einer Kirchenleitung publik gemacht. Die EKD sprach in ihren offiziellen Erklärungen stets vom „Friedensdienst mit und ohne Waffen“ und rechtfertigte die Abschreckung sogar mit Atomwaffen 1982 wie schon 1959 weiterhin als „christlich mögliche Handlungsweise“.
Im Juni 1980 griff die Evangelische Studentengemeinde Dresden als erste Gruppe in der DDR die Empfehlung des ÖRK auf, um einen Diskussionsprozess in den Gemeinden auszulösen. Unter dem wachsenden Druck der kirchlichen Jugend beschloss die Konferenz der Evangelischen Kirchenleitungen in der DDR daraufhin die erste Friedensdekade. Nach Gesprächen mit dem Sekretariat des DDR-Kirchenbundes, Manfred Stolpe, wurde die Einladung dazu mitsamt der Grafik des Lesezeichens genehmigt. Der Aufnäher traf die Friedenssehnsucht vieler Jugendlicher. Sie trugen ihn nun spontan überall auf ihrer Straßenkleidung, an Mänteln, Taschen und Mützen in Schulen und Betrieben und machten so ihren Friedenswunsch öffentlich.

### Zweite Friedensdekade

Denkmal vor der Kreuzkirche Dresden -„Schwerter zu Pflugscharen“ – 13. Februar 1982 – „Würdig ist es allen Menschen Leben in Freiheit zu Leben“

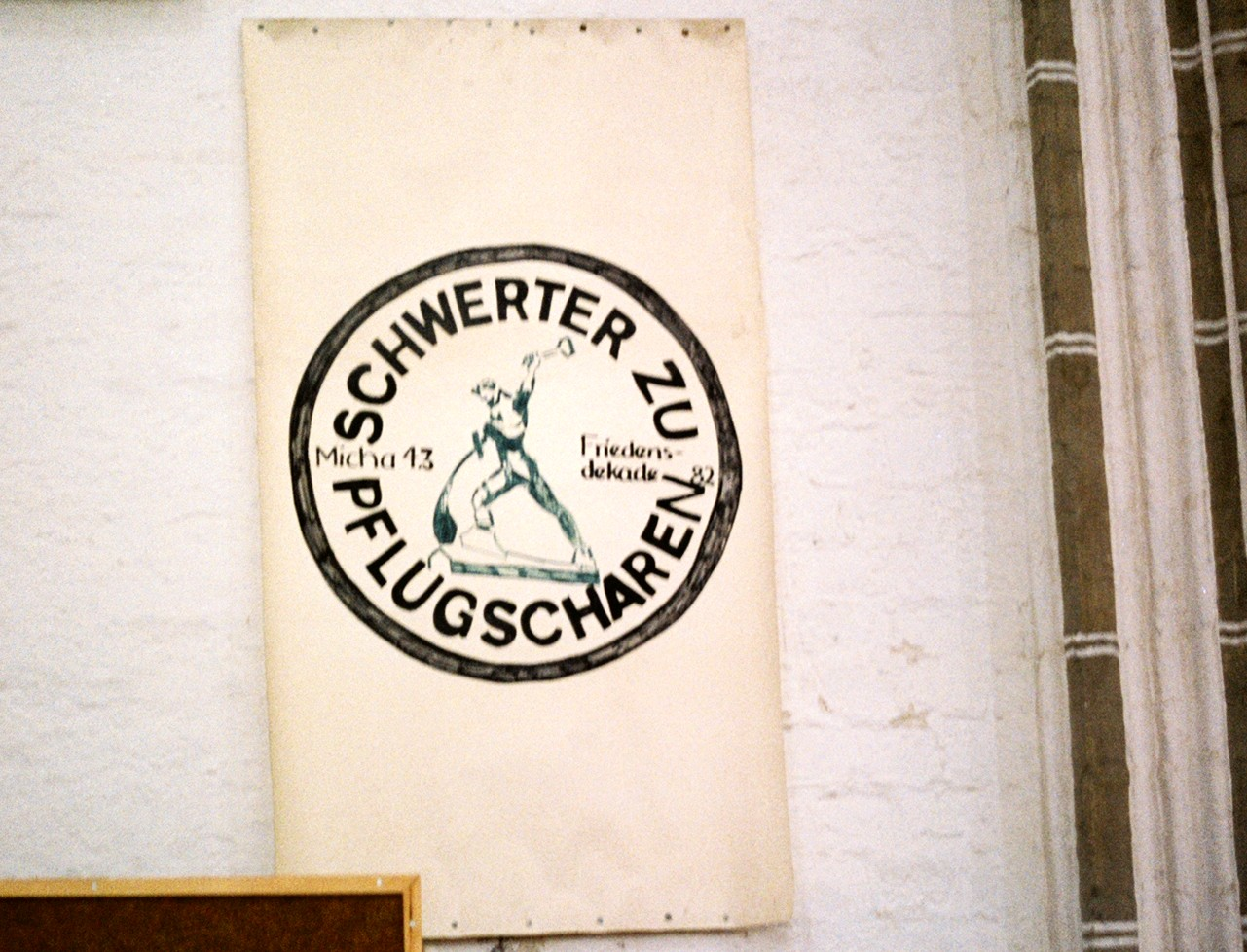
Plakat zur Friedensdekade, aufgenommen im November 1989 im Schweriner Dom

Im Frühjahr 1981 schlugen einige Kirchengemeinden ihren Synoden vor, einen zweijährigen Sozialen Friedensdienst als gleichberechtigte Alternative zum staatlichen Wehrdienst in der NVA und zu den Bausoldaten einzuführen. Einige Landessynoden stellten sich bis zum Jahresende öffentlich hinter diese Forderung, andere lehnten ab. Ein Treffen der Kirchenleitungen mit dem Staatssekretär für Kirchenfragen Klaus Gysi im September endete mit der strikten staatlichen Ablehnung der Idee.
Am 10. Oktober 1981 fand auf der Hofgartenwiese in Bonn mit etwa 300.000 Teilnehmern die bislang größte Demonstration gegen die „Nachrüstung“ in der alten Bundesrepublik statt. Während die traditionellen Gruppen meist das bekannte Symbol der blauen Friedenstaube verwendeten, zeigten vor allem christliche Friedensgruppen aus Solidarität mit den staatsunabhängigen Friedensgruppen der DDR das Motiv „Schwerter zu Pflugscharen“. Vielfach wurden diese Plakate auch mit Hinweisen auf die Solidarność-Gewerkschaft in Polen verbunden, um
- eine von sowjetischen oder großdeutschen Interessen unabhängige, blockübergreifende Friedensbewegung anzumahnen,
- auf das gemeinsame Abrüstungsinteresse von Arbeiterbewegung und Friedensbewegung hinzuweisen,
- das Friedensthema mit dem Thema der Demokratisierung und sozialen Gerechtigkeit zu verbinden.

Als Vertreter der ostdeutschen Friedensgruppen durfte der Erfurter Propst Heino Falcke vor den Bonner Demonstranten sprechen.
Die folgende Friedensdekade vom 8. bis 18. November 1981 wurde erstmals gleichzeitig auch innerhalb der westdeutschen EKD durchgeführt und stand unter dem Thema „Gerechtigkeit – Abrüstung – Frieden“. Da nicht mit einer Druckgenehmigung der DDR-Behörden für Aufkleber oder Anstecker zu rechnen war, wurde das Symbol „Schwerter zu Pflugscharen“ mit nochmals 100.000 Stück auf Vliesstoff gedruckt und als Aufnäher weiterverwendet. In der Nikolaikirche (Leipzig) wurde wenig später eine große Schautafel mit dem Symbol aufgestellt.
Während zahlreiche Schullehrer, Volkspolizei und Betriebsfunktionäre nun die Entfernung der Aufnäher forderten, nahmen Kirchenvertreter die Träger in Schutz, wiesen auf die Herkunft des abgebildeten Symbols und die offizielle Propaganda hin. So war das sowjetische Denkmal auch im DDR-Geschichtsbuch für die 6. Klasse abgebildet, und das Lehrbuch für die Jugendweihe von 1975 erläuterte: „Wir schmieden Schwerter zu Pflugscharen um.“ Die „Deutsche Zeitschrift für Philosophie“ der DDR zitierte zum Jahresbeginn 1982 die Jesajastelle und schrieb dazu:

„Welcher Marxist würde behaupten wollen, dass religiöser Glaube in dieser Form reaktionär sei und, obwohl er selbst noch kein wissenschaftlich fundiertes Bewusstsein darstellen konnte, unvereinbar mit Wissenschaftlichkeit sei? Dieser […] Glaube ahnt gewissermaßen die wissenschaftliche Erkenntnis von einer klassenlosen Gesellschaft, in der es keine Kriege mehr gibt, voraus.“

Unter Berufung darauf gelang es den Kirchenbehörden zunächst, ein Verbot des Aufnähers abzuwenden. Doch ab November 1981 erhielt der sächsische Landesbischof Johannes Hempel die amtliche Mitteilung: „Wegen Missbrauchs dürfen diese Aufnäher in Schule und Öffentlichkeit nicht mehr getragen werden.“ Dahinter stand das Bemühen der SED, Akzeptanz für das neue Wehrdienstgesetz zu organisieren. Die Aufnäherträger wurden nun mit massiven Vorwürfen konfrontiert: Der undifferenzierte Pazifismus sei friedensfeindlich, die Aufnäher seien westliche Importe und schulfremdes Material, wer sie trage, übe Wehrkraftzersetzung aus und untergrabe die staatliche und gesellschaftliche Tätigkeit zum Schutz des Friedens. Sie seien zum Zeichen einer unabhängigen Friedensbewegung geworden, die nicht geduldet werden könne.
Viele Jugendliche, häufig Anhänger der intellektuellen Blueserszene, die die Aufnäher nicht entfernten, wurden aus Hochschulen und Erweiterten Oberschulen entlassen, erfuhren Strafversetzung, Nichtzulassung zum Abitur, Verweigerung der gewünschten Lehrstelle, Schulverbot oder Hinderung beim Betreten seines Betriebs.
Pädagogen, Zoll und Polizisten schnitten die Aufnäher aus Jacken heraus, wenn Jugendliche dies nicht freiwillig taten, oder beschlagnahmten die Aufnäher oder ganze Kleidungsstücke. Manches davon fand sich später in Stasi-Akten wieder. Anfang 1982 reagierte eine wachsende Zahl von Jugendlichen, indem sie sich runde weiße Flecken auf die Jacken nähten oder mit Filzstift auf den Ärmel schrieben: „Hier war ein Schmied.“

### Andere Abrüstungsinitiativen

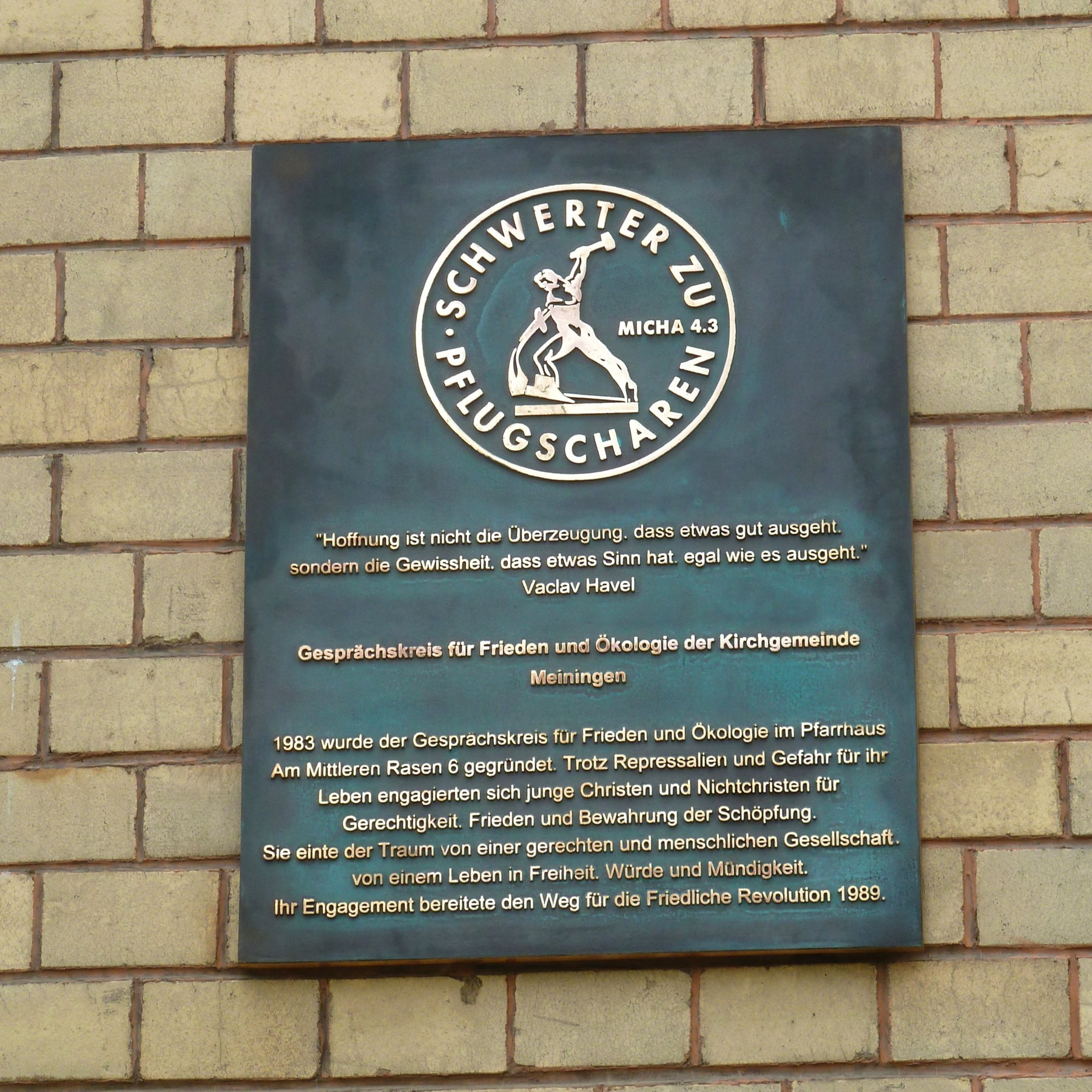
„Schwerter zu Pflugscharen“ auf einer Gedenktafel am evangelischen Pfarrhaus in Meiningen

Am 25. Januar 1982 veröffentlichte Rainer Eppelmann, damals Pastor in Ost-Berlin, seinen Berliner Appell: Darin forderte er den Abzug aller Atomwaffen aus der DDR, der Bundesrepublik und Mitteleuropa. Prominente DDR-Dissidenten wie Stefan Heym und Robert Havemann unterstützten den Aufruf und forderten öffentlich eine autonome Friedensbewegung in der DDR. Damit war der Versuch der SED-Führung vorerst gescheitert, die westeuropäische Friedensbewegung gegen den NATO-Doppelbeschluss zu fördern, aber eigenständige ostdeutsche Abrüstungsinitiativen als Gefahr für den „sozialistischen Friedensstaat“ zu unterdrücken.
Sie reagierte darauf mit einer FDJ-Aktion unter dem Titel: Der Friede muss verteidigt werden – der Friede muss bewaffnet sein. Dabei wurde die Initiative für den Sozialen Friedensdienst als verfassungsfeindlich dargestellt. Damit zeigte die SED dem Kirchenbund seine Grenze: Zum Staatsvertrag gehörte, dass er sich nicht als politische Opposition betätigte. Die Bischöfe wollten diese Grenze achten, verteidigten aber Recht und Pflicht der Christen auf selbständiges Nachdenken über eigene Friedensbeiträge und Kritik an Tendenzen zur Militarisierung im Rahmen des DDR-Systems.
Zum 13. Februar 1982 riefen staatskritische Jugendliche angesichts der zunehmenden Militarisierung des zivilen Lebens in der DDR aus Anlass des 37. Jahrestags der Luftangriffe auf Dresden zu einer Gedenkfeier an der dortigen Frauenkirche auf.
Um befürchtete Zusammenstöße der Demonstranten mit Stasi und Volkspolizei zu vermeiden, bot die Evangelisch-Lutherische Landeskirche Sachsens in der Kreuzkirche (Dresden) ein „Forum Frieden“ als Alternative zu der illegalen Versammlung an. Etwa 5.000 Besucher nahmen daran teil; dies war die größte Versammlung gegen die Militarisierung in der DDR und die Knebelung friedenspolitischer Betätigung. Bischof Johannes Hempel riet vom Tragen des Aufnähers Schwerter zu Pflugscharen ab, weil dieser den Staat provoziere, die Handlungsspielräume der Kirche verenge und diese die staatskritische Jugend nicht vor Strafverfolgung schützen könne. Dafür erfuhr Hempel starke Kritik. Vom Forum aus zogen einige hundert Menschen zur Ruine der Frauenkirche, standen dort schweigend mit Kerzenlichtern oder sangen Lieder. Das offene Forum und das folgende schweigende Gedenken werden seither jährlich am 13. Februar in Dresden begangen.
Zwischen Eppelmanns Aufruf und dem Dresdner Forum bestand kein direkter Zusammenhang. Ostdeutsche unabhängige Friedensinitiativen waren nicht landesweit organisiert und bildeten gerade so eine echte Alternative zu staatlich verordneten, seit langem stagnierenden Vereinigungen wie dem Friedensrat der DDR und der CFK. Die westdeutschen Medien versuchten zwar, eine flächendeckende Systemopposition als Pendant zur westlichen Friedensbewegung herbeizuschreiben: Doch die meisten kirchlichen Jugendgruppen der DDR lehnten damals weitreichende Forderungen nach Abzug der Besatzungstruppen und Austritt der deutschen Staaten aus den Militärbündnissen ab. Sie wollten zunächst die Spielräume für Eigeninitiative und soziales Engagement erweitern.
Bei einem weiteren Gespräch mit Klaus Gysi am 7. April 1982 protestierten die Kirchenvertreter gegen die Angriffe und Verdächtigungen, denen die Träger des Aufnähers ausgesetzt wurden. Das Symbol sei ein christliches Friedenszeugnis, sein Verbot eine Einschränkung der Glaubens- und Gewissensfreiheit. Die Kirche sei nicht bloß Verstärker der staatlichen Außenpolitik, sondern betreibe eine eigenständige Friedensarbeit, die als „Abrüstungsimpuls“ nötig bleibe. Das Symbol dürfe nicht als Gegensatz zur staatlichen Friedenspolitik aufgefasst werden. Damit versuchte der Kirchenbund die Jugendlichen und kirchliche Freiräume zu schützen. Zugleich schloss er weitergehende, die staatliche Militärpolitik angreifende Konzepte aus der Debatte zunächst aus.
Eine frühe Oppositionsgruppe der DDR war die Junge Gemeinde Jena-Stadtmitte. Ihr Mitglied Roland Jahn trat ab 1982 mit einer Protestaktion hervor. Daraus entstand im März 1983 die „Friedensgemeinschaft Jena“ als „Solidargemeinschaft bestehend aus Christen, Atheisten, konfessionell Ungebundenen, keine politische Organisation, ohne Leitung, ohne eingeschriebene Mitglieder.“ Bei einer staatlichen Großkundgebung zum Jahrestag der alliierten Luftangriffe auf Jena (18. März 1983) wollten rund 30 Mitglieder mit Plakatparolen wie „Schwerter zu Pflugscharen“, „Frieden schaffen ohne Waffen“, „Militarisierung raus aus unserem Leben“, „Weg mit dem Kriegsspielzeug“, „Entrüstet euch“ demonstrieren, wurden aber von DDR-Sicherheitsbeamten mit Gewalt daran gehindert. Mehrere Mitglieder wurden verhaftet, einige wegen Wehrdienstverweigerung. Im Mai 1983 schob die DDR-Staatssicherheit bei der Aktion „Gegenschlag“ 40 Mitglieder oder Freunde der Gruppe, darunter Roland Jahn, in die Bundesrepublik ab. Ein Ost-Berliner Pazifist, der das Abzeichen „Schwerter zu Pflugscharen“ trug, erhielt eine Geldstrafe, weil er damit „das Schutzbedürfnis der Bevölkerung der DDR grob missachtet und somit das sozialistische Zusammenleben gestört“ habe.
Am 24. September 1983 fand während eines evangelischen Kirchentages die Schmiede-Aktion von Wittenberg statt: Der örtliche Schmied Stefan Nau schmiedete vor etwa 4000 Teilnehmern ein Schwert zu einer Pflugschar um. Wegen der Präsenz von Richard von Weizsäcker und westlicher Journalisten als Gästen griffen die Staatsorgane nicht ein. Friedrich Schorlemmer, damals Prediger der Schlosskirche (Lutherstadt Wittenberg), trug die Initiative mit.
Im Mai 1983 hatten Petra Kelly und vier weitere Bundestagsabgeordnete der Grünen auf dem Alexanderplatz in Berlin-Ost ein Transparent mit der Aufschrift „Die Grünen – Schwerter zu Pflugscharen“ enthüllt und sich dann mit DDR-Oppositionellen getroffen. Die DDR-Behörden hatten das Treffen geduldet, weil die westdeutschen Grünen den NATO-Doppelbeschluss ablehnten. Im Oktober 1983 forderte Petra Kelly mit weiteren Grünen von DDR-Staatsratschef Erich Honecker die Freilassung aller „Verhafteten der DDR-Friedensbewegung“. Bei ihrem Treffen trug sie einen Pullover, auf dem „Schwerter zu Pflugscharen“ gedruckt stand. Sie fragte Honecker, warum er in der DDR verbiete, was er im Westen unterstütze. Anschließend trafen die Besucher DDR-Oppositionelle um Bärbel Bohley. Daraufhin verbot ihnen die DDR für ein Jahr weitere Einreisen.

### Die Revolution von 1989

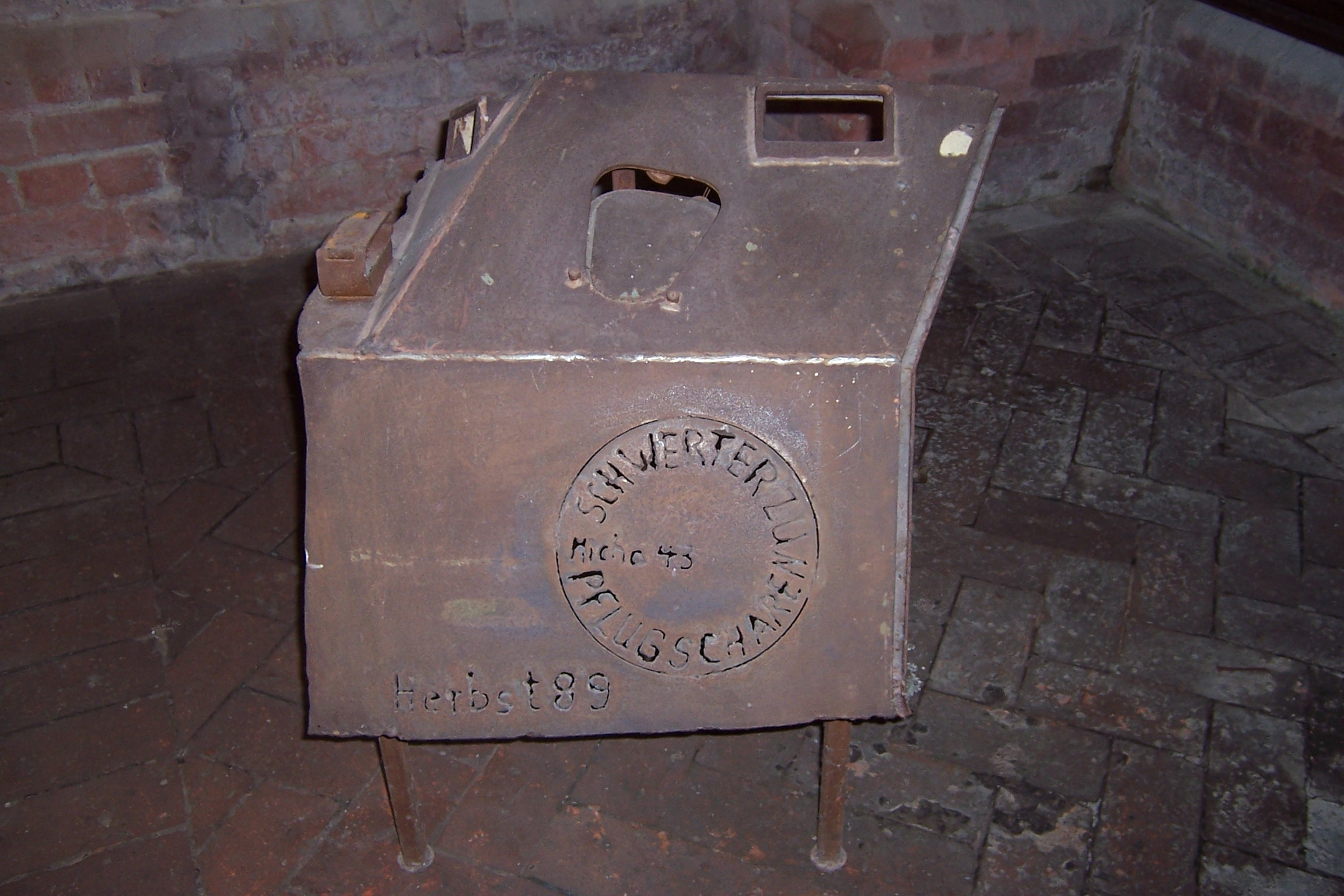
„Schwerter zu Pflugscharen“-Denkmal in der Stadtkirche Teterow

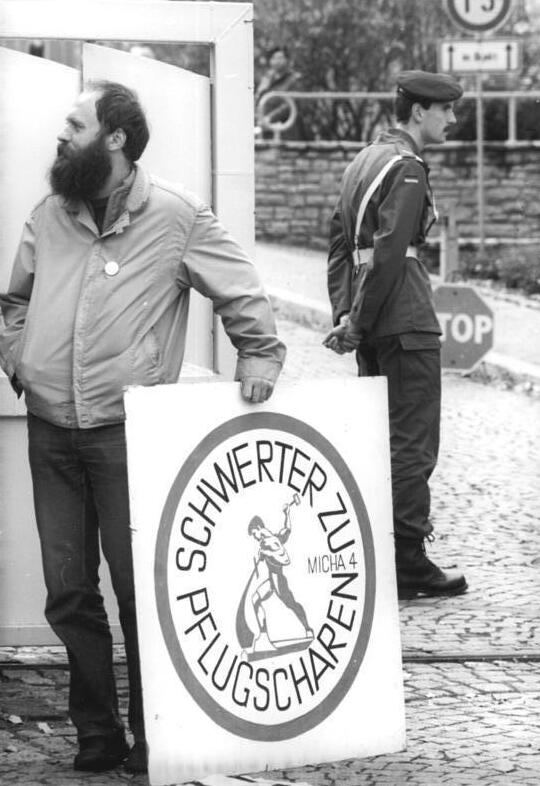
Demonstration der „Grünen“ für Abrüstung und Entspannung während einer Rekrutenvereidigung in der Erfurter Steiger-Kaserne, 20. Oktober 1990

Im Juli 1989 ging aus dem Wittenberger Friedenskreis eine Bürgerrechtsgruppe hervor, die sich mit anderen Vorläufern zur Initiative Demokratischer Aufbruch verband. Auch in der Nikolaikirche Leipzig entwickelte sich unter dem Motto „Schwerter zu Pflugscharen“ ein regelmäßiges offenes Montagsgebet, das zur Keimzelle der späteren Montagsdemonstrationen vom Herbst 1989 wurde. Dabei blieb das biblische Symbol zunächst Ausdruck für alternative Friedensaktivitäten im Rahmen der DDR. Es eignete sich ein sowjetisches Bildmotiv an und kehrte es gegen DDR-Propaganda, wonach sie die Einheit von Volk, Staat und Partei realisiert habe und daher per definitionem eine „Friedensmacht“ sei. Das Motiv sollte das Christen und Marxisten gemeinsame Ziel einer befriedeten Welt ausdrücken, einer Welt ohne Wettrüsten und gesellschaftliche Militarisierung. Militärische Sicherheitskonzepte sollten von politischer Friedensfähigkeit abgelöst werden. Eine direkte Konfrontation mit den jeweiligen Systemen war darin nicht vorgesehen.
Gerade so verband das Symbol christliche Friedensgruppen in West und Ost und wurde zum ersten sichtbaren Zeichen einer Bürgerrechtsbewegung, die über die blockübergreifende Verhinderung von Aufrüstung und Krieg hinaus einen Systemwandel anvisierte und schließlich bewirkte. Dabei war das pazifistische Erbe ein wesentlicher Faktor für die Gewaltlosigkeit der Revolution von 1989. Die Arbeitsgruppe „Neue Verfassung der DDR“ des Runden Tisches übernahm das Symbol „Schwerter zu Pflugscharen“ in ihren Verfassungsentwurf. Laut Artikel 43 des Entwurfs sollte es das Staatswappen der DDR werden.

## Spätere Verwendung
Seit dem Ende der DDR und des Ostblocks führen Friedensgruppen in der EKD, die sich schon in den 1980er Jahren zur AGDF zusammengeschlossen hatten, die Friedensdekaden weiter. Um diese zu finanzieren, sicherte sich die AGDF 2007 die Markenrechte am früheren DDR-Aufnäher und damit an den Einnahmen aus Nachdruck und Vertrieb dieses Symbols. Im Mai 2017 wurde bekannt, dass die AGDF einen Kleinverlag, der das Symbol unlizenziert günstig verkauft hatte, durch eine Anwaltskanzlei abmahnen ließ und ihm Kosten in Rechnung stellte. Dies rief Proteste durch Basisgruppen in Ostdeutschland hervor, die den Aufnäher in großer Menge unentgeltlich verbreitet und dafür hohe persönliche Risiken getragen hatten. Kurz darauf zog die AGDF die Abmahnung zurück, hielt aber an ihrem Marken- und Verkaufsrecht fest. Die AGDF erklärte, der Markeneintrag sei im Einverständnis mit den Urhebern des Aufnähers erfolgt und solle das Symbol vor kommerziellem Verkauf und rechtsextremem Missbrauch schützen.
Im Angriffskrieg Russlands gegen die Ukraine (ab 24. Februar 2022) legte Harald Bretschneider den früheren DDR-Aufnäher neu auf und verteilte ihn. Zum dritten Jahrestag der russischen Invasion 2025 bestritt er in einem Interview, dass das Zeichen missbraucht werde. Viele Gruppen setzten sich für ein baldiges Ende jenes Krieges ein. Er begrüßte, dass auch Sahra Wagenknecht und Alice Schwarzer für ihre Partei Bündnis Sahra Wagenknecht das Zeichen gewollt hätten und dabei „auch heute noch an eine Abrüstungswelle“ dächten. Aus diesen Gruppen sei im März 2022 in Sachsen eine „Schwerter zu Pflugscharen“-Allianz entstanden. Verständige Verwender des Zeichens würden es „wirklich im Sinne des Pazifismus“ verwenden. Auch Sahra Wagenknecht habe verstanden, dass der Russland-Ukraine-Krieg von keiner Seite zu gewinnen sei, und habe Russlands Staatspräsidenten Wladimir Putin als Aggressor bezeichnet. Der große europäische Bruch sei jedoch schon Anfang der 1990er entstanden, als das DDR-Gebiet entgegen der am Ende der 2+4-Gespräche angestrebten neutralen Zone in die NATO aufgenommen wurde.

## Künstlerische Rezeption

### Musik
In den Worksongs, Gospels und Spirituals der Afroamerikaner ist ein Lied Ain't gonna study war no more („ich werde nicht mehr Krieg lernen“) überliefert, das auf die Verheißung von Mi 4 anspielt. Es entstand möglicherweise nach dem Sezessionskrieg. Die Textzeile erschien gedruckt erstmals 1898 in der Hymne Down by the River. Die heute weit verbreitete Textversion wurde 1940 durch eine Ausgabe von American Negro Spirituals in den USA bekannt:

„I’m going to lay down my sword and shield
Down by the riverside
Down by the riverside
Down by the riverside
Going to lay down my sword and shield
Down by the riverside
Ain’t going to study war no more …“

Die Zeile Down by the Riverside wurde zum Titel des Songs; sie spielt auf die Taufe Jesu im Jordan und die analoge Taufe der Nachfolger Jesu an, die im Urchristentum eine Selbstverpflichtung zur Waffen- und Gewaltlosigkeit beinhaltete. Dieser Song wurde nach 1945 etwa durch Pete Seeger, Willie Dixon, Mahalia Jackson und über 600 weitere Interpreten in zahlreichen Abwandlungen popularisiert.
Die Liedzeile dient auch als Buchtitel, etwa für eine exegetische Studie über die biblischen Friedensvisionen oder eine historische Studie über die US-Friedensbewegung oder eine wissenschaftliche Untersuchung über vom Militär finanzierte Forschungsprojekte an britischen Universitäten.
Zu der Melodie eines auch in den USA bekannten israelischen Volksliedes dichteten Dieter Trautwein und Friedrich Karl Barth 1978 das neue geistliche Lied Ein jeder braucht sein Brot sein Wein mit dem an Michas Verheißung angelehnten Text:

„Ein jeder braucht sein Brot sein’ Wein,
und Frieden ohne Furcht soll sein.
Pflugscharen schmelzt aus Gewehren und Kanonen,
daß wir im Frieden beisammen wohnen.“

Michael Jacksons Song Heal the World fordert die Hörer im dritten Vers auf:

„Create A World With No Fear
Together We’ll Cry Happy Tears
See The Nations Turn
Their Swords Into Plowshares“

Das Album Til Death Do Us Unite der deutschen Thrash-Metal-Band Sodom beinhaltet den Song Schwerter zu Pflugscharen.
Felicitas Kukuck schuf 1995 ihre Kantate Schwerter zu Pflugscharen.
Im Lied „Deshalv spill mer he“ (Deshalb spielen wir hier) wandten sich BAP im Vorfeld ihrer geplanten DDR-Tour 1984 an ihr Ost-Publikum mit den Worten „Denn wir haben Freunde hier, die haben keine weiße Taube auf blauem Grund, die haben ’nen Schmied, der macht ein Schwert zu ’nem Pflug. Ne SS 20 zu ’nem Traktor und ’ne Pershing zu ’ner Lok, die haben vom Rüstungsschwachsinn so wie wir genug“. Nach Kontroversen mit den DDR-Kulturveranwortlichen bezüglich dieses und weiterer sozialpolitischer Texte wurde die Tournee letztlich abgesagt.

## Weiterführende Informationen